# シュヴァルム＝エーダー郡
シュヴァルム＝エーダー郡 (Schwalm-Eder-Kreis) は、ドイツ連邦共和国ヘッセン州北部のカッセル行政管区に属す郡である。この郡は、人口 183,501 人、面積 1,538.56 km2 で、面積では、ヴァルデック＝フランケンベルク郡に次いでヘッセン州で2番目に大きな郡である。この郡は、1974年に旧フリッツラー＝ホムベルク郡、旧メルズンゲン郡、旧ツィーゲンハイン郡から形成された。中央に位置するホムベルク (エフツェ)が郡庁所在地である。
この郡はクニュル山地およびケラーヴァルトの一部を包含しており、肥沃な土壌の西ヘッセン盆地が横切っている。また、名前の元となったシュヴァルム川とエーダー川が郡内を流れている。
シュヴァルム＝エーダー郡は、歴史上のカッティ族の定住地に位置している。北部はヘッセン方伯の元となったマーデン伯のガウ、南部は1450年までの長きにわたり独立のツィーゲンハイン伯領であった。この地域は、中世にはマインツ選帝侯とヘッセン方伯との紛争が絶えなかった。

## 地理

### 位置
シュヴァルム＝エーダー郡はヘッセン州の北部に位置し、面積 1,538.56 km2 で、ヴァルデック＝フランケンベルク郡に次いでヘッセン州で2番目に大きな郡である。これは、ヘッセン州の面積の約 7.3 % にあたる。北はカッセル郡およびヴェラ＝マイスナー郡、東はヘルスフェルト＝ローテンブルク郡、南はフォーゲルスベルク郡およびマールブルク＝ビーデンコプフ郡、西はヴァルデック＝フランケンベルク郡と境を接している。
自然環境上、この郡は3つの地域に分けられる。中央を幅約 10 km の西ヘッセン盆地が通っている。この盆地は、バート・カールスハーフェンからフォーゲルスベルクにまで伸びている。この盆地内の土地は平らな丘や尾根によって形成される丘陵地によって形成されており、シュヴァルム川、エーダー川、フルダ川の川沿いのみが平らである。北部ではいくつかの玄武岩からなる円錐型の丘が隆起している。盆地の西側は、森の豊かな円錐型の山並みが連なる西ヘッセン山地である。バート・ツヴェステン、イェスベルク、ギルザーベルクといった町村の一部がこれに属すが、実際にはこの山地はヴァルデック＝フランケンベルク郡の大半を占める。盆地の東側は、郡域のほぼ半分を占める東ヘッセン山地である。これには、中低山地のクニュル山地やその支脈が属し、郡内の8市町村に及んでいる。
郡内の最高地点は、ヴァルデック＝フランケンベルク郡との郡境に面したイェスベルク近郊ケラーヴァルトに位置するヴュルテガルテンで、海抜 675.3 m である。最低地点は郡北部のグックスハーゲンにある海抜 140 m である。

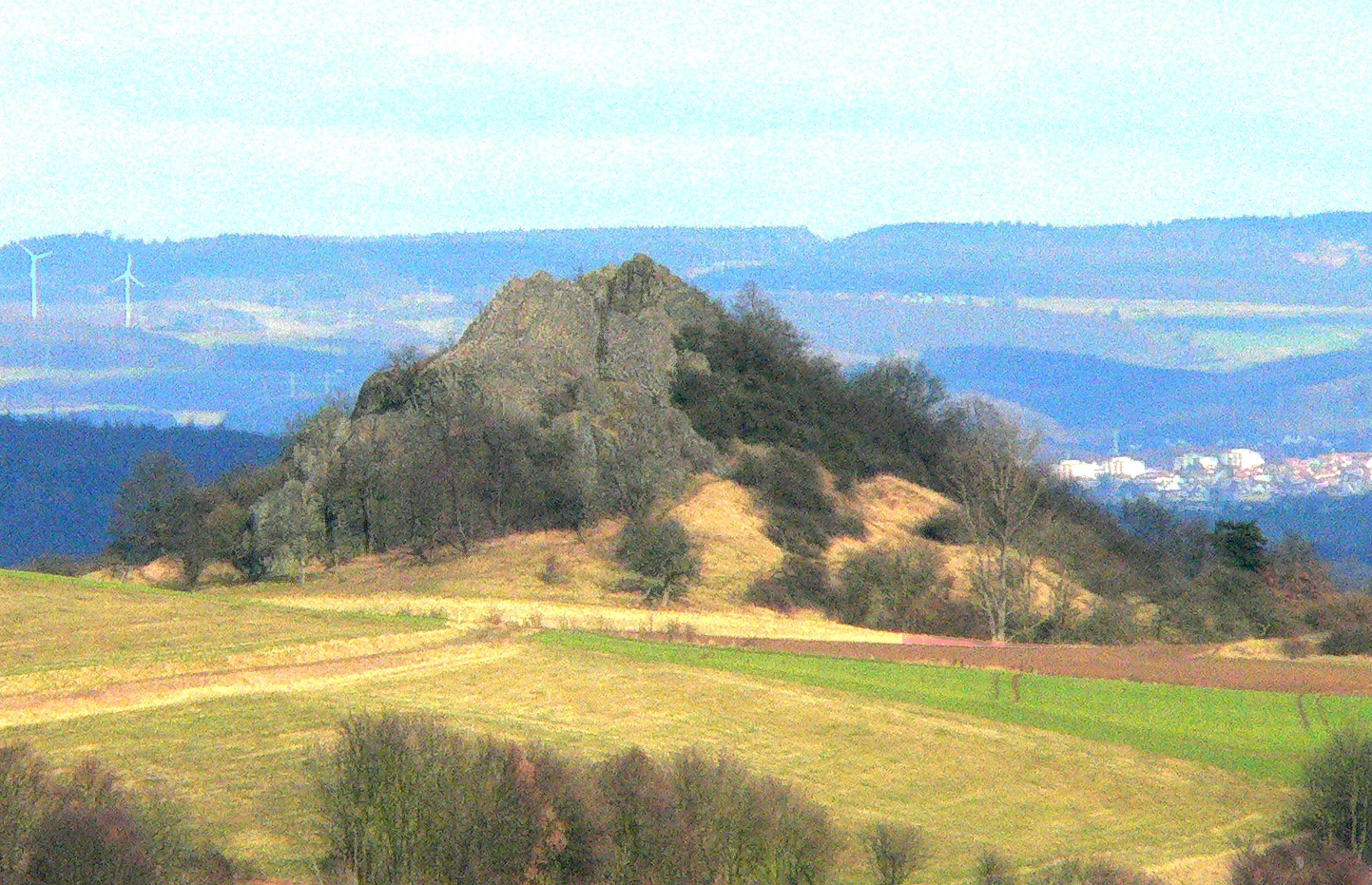
グーデンスベルク近郊にある玄武岩の円錐形の山「シャルフェンシュタイン」

### 地質学
東部に位置するクニュル山地は三畳紀の初め、斑砂統中期の地層で構成されている。郡西部、ギルザーベルク近郊も同様の地層である。斑砂統初期の地層は局所的に観られるのみである。両岩山の風化土壌は、酸性で、気泡を含み栄養に乏しい。こうした土壌の大部分は森に覆われている。
フリッツラー付近は、より新しい斑砂統後期の地層で、赤みがかった (rötlich) その色から、レート層 (Röt-Formation) とも呼ばれる。この地層は、粒の細かい粘土を含んだシルト質の土壌で、石灰岩やなめらかな泥灰岩を含んでいる。この地域は乾燥した立地である。オットラウ、オーバーアウラ、ギルザーベルクではわずかに石灰が産出する。
クニュル地方には玄武岩の円錐形の山がそびえている。玄武岩は第三紀の火山活動によるものである。その風化土壌は、斑砂岩で栄養に富み、高いアルカリ性である。クニュル山地の土地は、高地であったり、急斜面の勾配であったり、岩が多かったりするため、ほとんど農業利用されていない。通常は森に覆われているか、岩場となっている。
西ヘッセン盆地はシュヴァルム＝エーダー郡では2つの地域を形成している。郡の北部では、クニュル山地の玄武岩と同じような中生代の岩が表層に存在する。これに対して南部に位置するヘッセンガウでは第三紀の砂、礫、粘土の堆積物が主であり、ボルケン近郊には豊かな褐炭層が埋蔵されている。この盆地は黄土の堆積によって形成されている。これは更新世に風の作用により形成されたもので、場所により様々な厚さの表土が堆積し、運び去られた。こうした堆積土壌は、農業に適した肥沃な土壌を形成している。最も新しい第四紀の堆積層は、礫や石が混ざった砂や粘土質の土壌で形成されている。これらは、谷の水辺に位置しており、川の力により堆積し、あるいは運ばれたものである。こうした堆積土壌は、肥沃な水辺の草地を形成している。

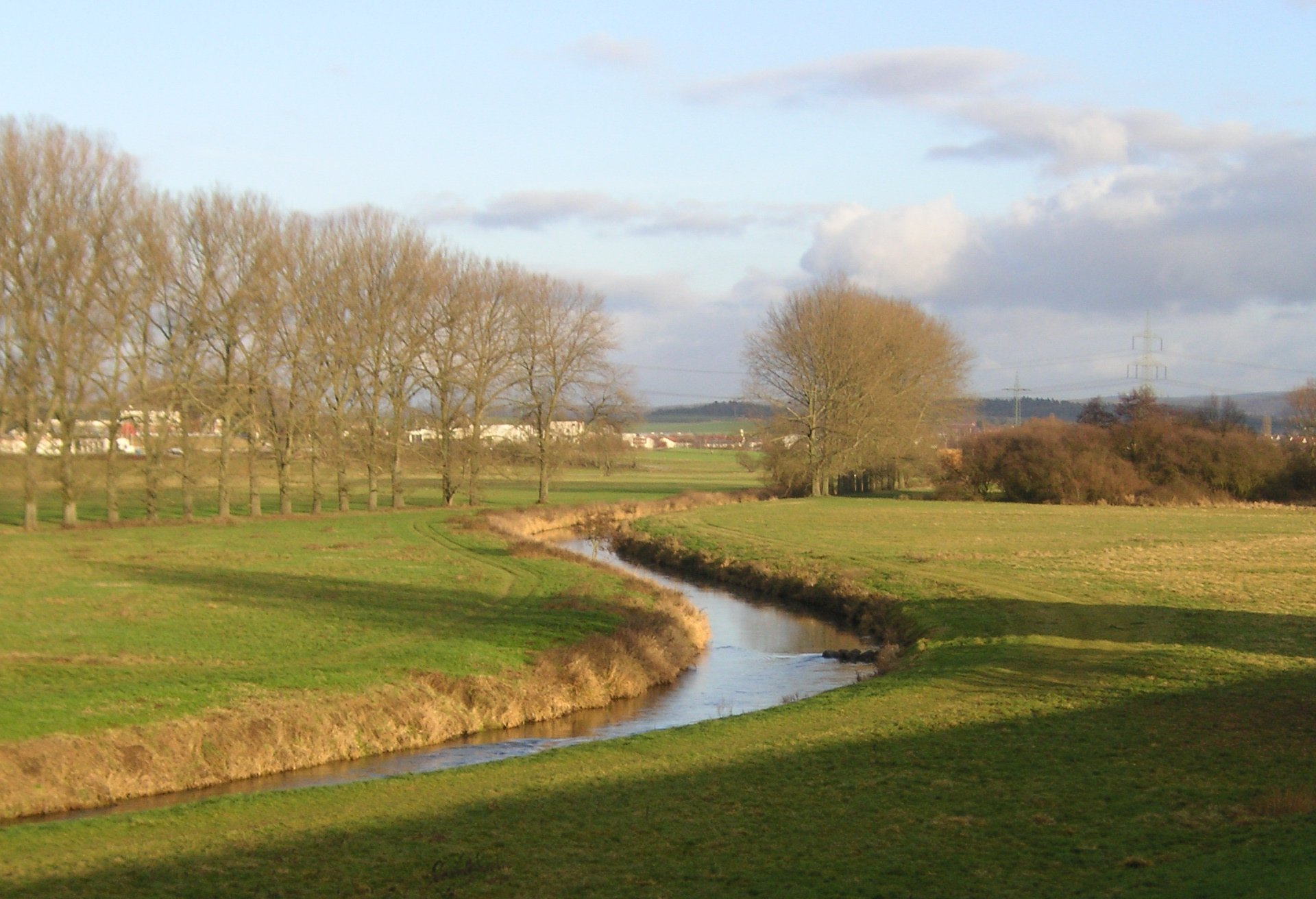
トライザ＝ツィーゲンハイン水位調整池を流れるシュヴァルム川

### 川と水辺
この郡を流れる大きな川は、シュヴァルム川、エーダー川、フルダ川である。シュヴァルム地方の名前の元となったシュヴァルム川は、郡境の南に位置するフォーゲルスベルク山地で湧出し、郡内を南から北に向かって流れて、リュンダ近郊でエーダー川に合流する。エーダー川はノルトライン＝ヴェストファーレン州のロタール山地で湧出し、分の北部を西から東に流れ、グリフテ付近でフルダ川に注ぐ。フルダ川はレーン山地で湧出し、郡の北東部を流れる。郡内を流れる川は、ほぼ完全にヴェーザー水系に属す。分水界はギルザーベルク付近に見られ、ここで湧出したヨスバッハ川はオーム川、ラーン川を経てライン川に注ぐ。
シュヴァルム川沿岸では、特に雪解けの時期に、しばしば洪水が起こる。1960年12月の大洪水の後、1967年から1972年までの間に、トライザ＝ツィーゲンハイン水位調整池が建設された。ヴァレンシュタインおよびギルサタールの調整池と同等の計画は、地質学的に不適切であったことと、財政上の問題により変更を余儀なくされた。
池や湖は人工的に建造されたものである。その窪みは、かつて礫、砂、褐炭などの採掘によって形成されたものである。郡域内の湖の多くはボルケナー湖水地方に集中している。ここにあるボルケナー湖は郡内最大の湖である。人気の水浴地は、シュトッケラッヒェ、ノイエンハイナー湖、ジルバー湖である。これら3つの水浴地は、過去の測定で ausgezeichnete Wasserqualität（良好な水質）と評価されている。

### 市町村
| 市 1. ボルケン (ヘッセン) (Borken (Hessen) 12,565) 2. フェルスベルク (Felsberg 10,658) 3. フリッツラー (Fritzlar 15,101) 4. グーデンスベルク (Gudensberg 10,059) 5. ホムベルク (エフツェ) (Homberg (Efze) 14,712) 6. メルズンゲン (Melsungen 14,107) 7. ノイキルヒェン (Neukirchen 7,014) 8. ニーデンシュタイン (Niedenstein 5,678) 9. シュヴァルムシュタット (Schwalmstadt 18,661) 10. シュヴァルツェンボルン (Schwarzenborn 1,194) 11. シュパンゲンベルク (Spangenberg 6,214) 町村 1. バート・ツヴェステン (Bad Zwesten 3,957) 2. エーダーミュンデ (Edermünde 7,405) 3. フリーレンドルフ (Frielendorf 7,266) 4. ギルザーベルク (Gilserberg 2,901) 5. グックスハーゲン (Guxhagen 5,483) 6. イェスベルク (Jesberg 2,131) 7. クニュルヴァルト (Knüllwald 4,509) 8. ケルレ (Körle 3,186) 9. マールスフェルト (Malsfeld 3,929) 10. モルシェン (Morschen 3,139) 11. ノイエンタール (Neuental 3,044) 12. オーバーアウラ (Oberaula 3,323) 13. オットラウ (Ottrau 2,155) 14. シュレックスバッハ (Schrecksbach 2,948) 15. ヴァーベルン (Wabern 7,373) 16. ヴィリングスハウゼン (Willingshausen 4,789) 人口は、2023年12月31日現在の数値である。 |

### 自然保護地域
シュヴァルム＝エーダー郡の郡内には34の自然保護地域がある。最も小さなものは、ホムベルク/エフツェ近郊に位置する広さ 2.36 ha のアイヒェルスコプフで、かつての凝灰岩採石場の最も重要な部分にあたる。ボルケナー湖は広さ 322 ha で、郡内最大の自然保護地域である。自然保護地域の指定は、本郡の形成後に初めて行われた。多くの地域が、水辺の草地を含む河川、池や湖の保護に充てられている。これに対して乾燥したビオトープは地質学的な特性を背景に指定されている。郡の西部にはケラーヴァルト＝エーダーゼー自然公園の一部が含まれている。その最南端はギルザーベルク付近であり、最東端はバート・ツヴェステンの近くにあたる。
シュヴァルム＝エーダー郡の他の自然保護地域と同様に、ボルケナー湖の成立はこの地域のかつての鉱業に由来している。この湖は採掘と、1980年以降排水されなくなった地下水によって形成された。オストハイム近郊のゴルトベルク湖もやはり、褐炭坑から形成され、様々な植物群落の他、水鳥の休憩地・抱卵地となっている。フェルスベルクのキースタイヒ・アルテンブルク、ベッディガーのライハー池、オーバーメルリヒのエーダーアウエ、ガイスマーのシュレム池はかつての採礫場で、現在は鳥や植物の保護地となっている。
危機に瀕した植生の保護地域としては、湿原、草原、葦原、森林がある。ディッタースハウゼン近郊のフラハスラーゼン、ヴェルケル近郊のロールエアレン、マールスフェルト近郊の草地、グロースロッパーハウゼン近郊のオーエバッハ＝ヒューマーバッハ渓谷がこれにあたる。ここにはヤナギやハンノキの古木の林、トネリコの混交林、オークやクマシデの木、ブナの広葉樹混交林がある。

## 歴史

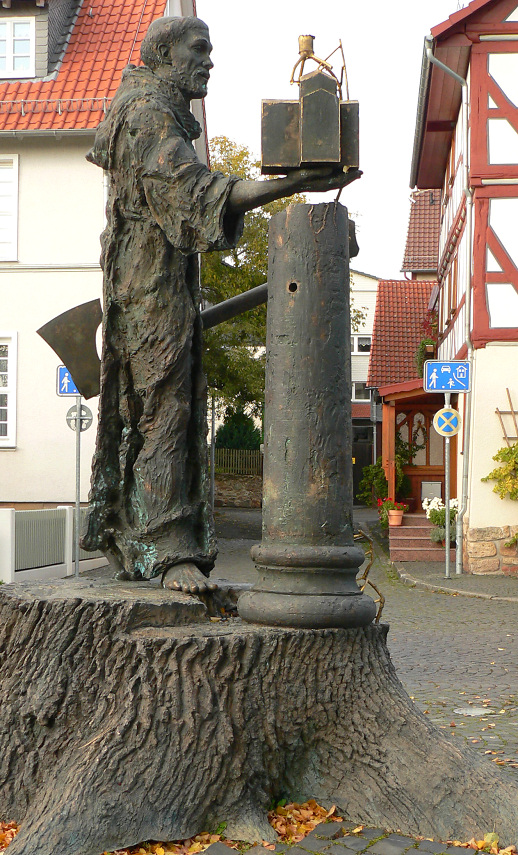
フリッツラーの聖堂前に建つ聖ボニファティウス記念碑

### 先史時代から中世
石器時代の数多くの出土品は、現在の郡域には紀元前からすでに定住者があったことを示している。現在の小都市フェルスベルク、フリッツラー、グーデンスベルク、ニーデンシュタイン周辺はカッティ族の中心地であり、このためこの地域を「カッテンガウ」とも呼ぶ。カッティ族最大の避難城塞が、ニーデンシュタイン近郊のアルテンブルクであったとされている。ここには紀元前2000年頃から定住がなされていた。金貨、青銅器、ガラスといった出土品が、この町が重要な地域交易の地であったことを物語っている。年代が特定できる出土品は紀元直前で途絶えている。おそらく、紀元15年頃のローマの将軍ゲルマニクスによる復讐戦によってこの町が放棄あるいは破壊されたと推測される。タキトゥスは、カッティ族の首都であるマティウムが焼き払われたこと、ローマ兵はエーダー川を北に渡ったことを報告している。この町がどこであるかは現在も不明である。何人かの歴史研究者は、マティウムは限定された集落ではなく、広い地域全体を指す概念で、そこに農場や環状の土塁で囲まれた避難城塞が点在していたという説を採っている。この説に従えば、アルテンブルクは、マーデンやニーデンシュタインのメッツェ区を含む環状土塁城砦連鎖の一つであったのかもしれない。この地域には、カッティ族の宗教上、政治上、司法上重要な場所や施設があったと推定されている。
ヴィリバルト・フォン・マインツの「Vita Sancti Bonifatii」によれば、アングロサクソンの宣教師で教会創設者の聖ボニファティウスは723年にフリッツラー近郊で、ゲルマンの神トール（ドーナーとも呼ばれる）に捧げられた神木ドーナーのオークを切り倒した。彼はその木で礼拝堂を建設した。その場所には現在フリッツラー聖堂がある。この礼拝堂と結びついた修道院や、その西側にカール大帝が 775年に建設した王城によって、フリッツラーはカロリング王朝で重要な地位を占めることとなった。その後の数世紀、数多くの王や皇帝がこの町を訪れ、帝国会議や教会会議が開催された。919年、ザクセン公ハインリヒはフリッツラーで王に選出された。
かつての王都フリッツラーは、1066年頃から何度にもわたるハインリヒ4世の寄進によってマインツ大司教領となった。この街は13世紀に入るまでニーダーヘッセンで最も重要な都市であり続けたが、方伯の宮廷所在地であるマールブルクやカッセルに、次第にその地位を奪われていった。大司教の、この地方における世俗上の影響力が増大したことは、13世紀から15世紀にかけて大司教とヘッセン方伯との間で領土支配権を巡る絶え間ないフェーデを引き起こした。1427年のマインツ＝ヘッセン継承戦争における方伯側の決定的勝利によってマインツ大司教のオーバーヘッセンおよびニーダーヘッセンにおける野望は潰えた。こうしてフリッツラーはほぼ完全にヘッセン領に取り囲まれた。この街は1803年の帝国代表者会議主要決議によってヘッセン領となった。
郡域の南部は 12世紀にツィーゲンハイン伯が獲得し、フルダ修道院およびヘルスフェルト修道院の代官権を基に地理的にまとまった支配地域を構築していた。オーバーヘッセンとニーダーヘッセンとの間、マインツ大司教とヘッセン方伯との間の戦略的位置にあることで、方伯と大司教の対決間を縫う、巧みな舵取りが要求された。1370年代にゴットフリート8世フォン・ツィーゲンハインは、シュテルナー戦争で方伯の有力な敵対者となり、この戦争でシュヴァルツェンボルンとノイキルヒェンが焼き討ちされた。最後のツィーゲンハイン伯ヨハン2世が1450年に後継者を遺さずに亡くなった後、この伯領はヘッセンのものとなった。
1469年、方伯の兄弟にあたるオーバーヘッセンのハインリヒ3世とニーダーヘッセンのルートヴィヒ2世との間での相続争いからヘッセン兄弟戦争が起こった。この戦争でボルケンとシュヴァルツェンボルンが焼き払われ、イェスベルク城は破壊された。この争いは翌年にシュピース（フリーレンドルフ近郊）の会議で調停が成立した。

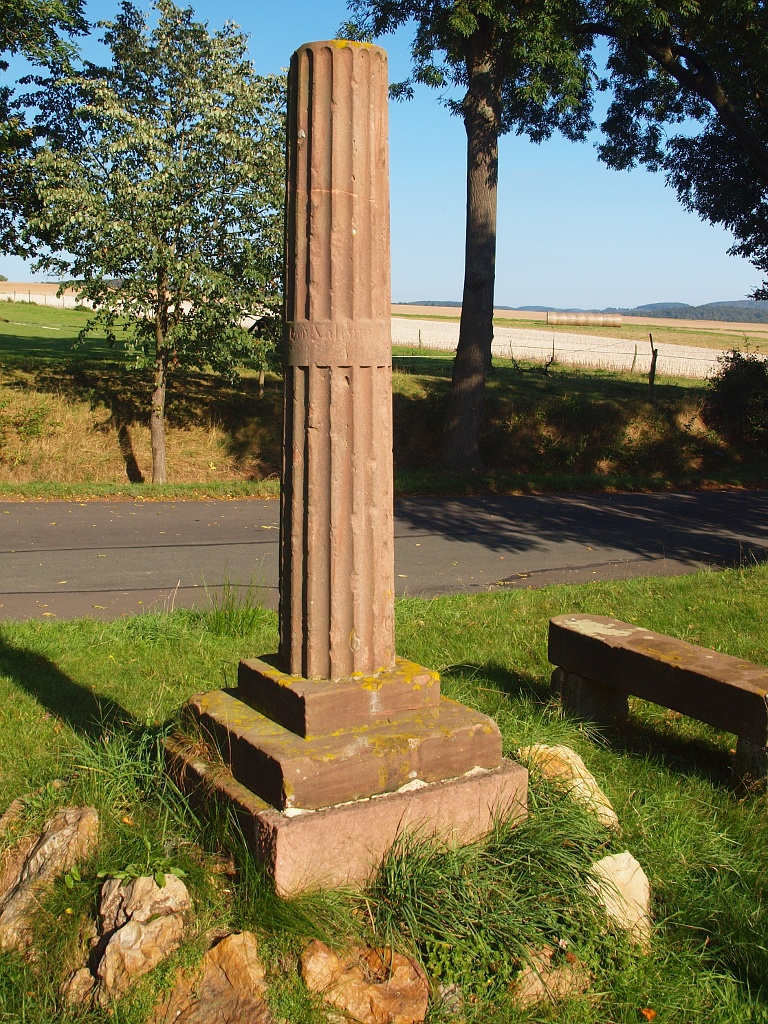
フェルティン・ムーリーの栄誉を讃えた記念柱

### 宗教改革と三十年戦争
1526年、ヘッセン方伯フィリップ1世は、ホムベルクの市教会聖マリエン教会にホムベルク教会会議を招集した。宗教改革家フランツ・ラムベルト・フォン・アヴィニョンがその論を述べ、方伯領の宗教改革が布告された。修道院や教団は世俗化され、フリッツラーの教団と修道院は、この街がマインツ大司教領であったため、現在の郡域で唯一存続できた。
1618年から勃発した三十年戦争は、多くのヘッセンの村に途方もない苦しみをもたらし、住民の命を奪い、生き延びた住民の住み家を破壊した。現在この郡の郡域にあたる村のほとんどは、軍隊の行軍、軍税の徴収、宿営、略奪、焼き払うとの恐喝に苦しめられた。1631年にヘッセン＝カッセル方伯ヴィルヘルム5世はマーデンの荒れ地で領邦内会議を開き、戦争維持に必要な金銭の徴収を許可した。同じ年にティリー伯の軍勢がこの地方に襲来し、その途上、ボルケンが略奪・破壊され、レーネやキルヒベルクの村も蹂躙された。
1640年の事件は特に悲惨であった。皇帝側のクロアチア軍がグーデンスベルクを焼き討ちし、280棟の建物を破壊した。わずかに市教会、城壁前の病院、数軒の建物が被害を免れただけだった。皇帝軍はトライザ市（現在はシュヴァルムシュタットの一部）の大部分を灰燼に帰し、ゴシック様式の市庁舎を破壊した。責任を負うべき元帥ハンス・ルードルフ・フォン・ブレーダはその直後のリーベルスドルファー・ベルクの戦いで、ツィーゲンハイン市民軍の司令官フェルテン・ムーリーの弾丸で死亡した。シュヴァルム地方の多くの村やグックスハーゲンのモーリッツ方伯の別荘はこの年に皇帝軍の犠牲となった。
戦争終結後、多くの村が破壊され、荒廃し、数多くの人命が失われていた。フリッツラーでは戦争の間に人口の半数が亡くなった。ほとんどの村で再建が始まったが、多くの村ではその歩みはゆっくりとしたものであった。

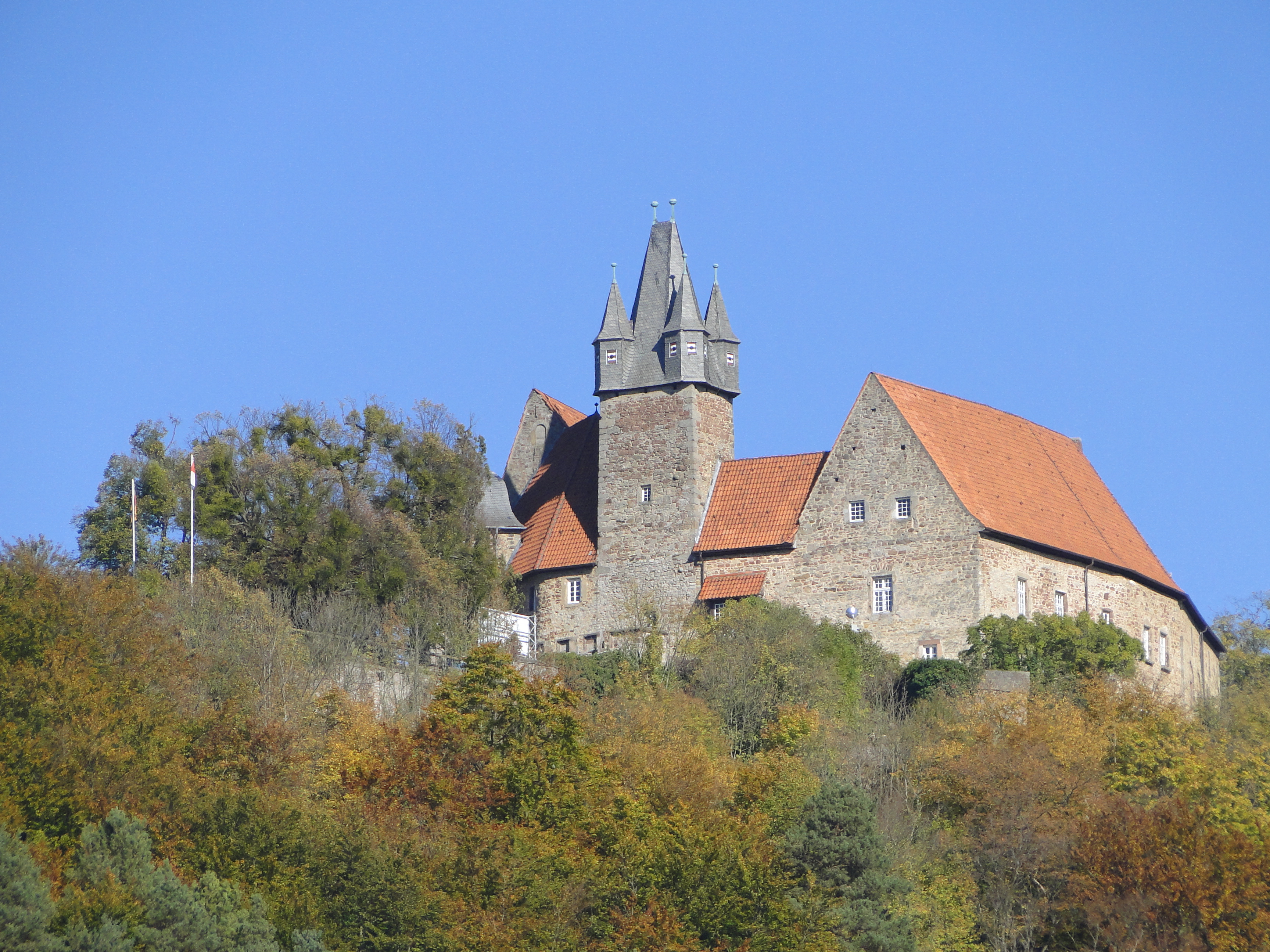
1761年にフランス軍が占領したシュパンゲンベルク城

### 18世紀から19世紀
平穏な100年の後、七年戦争が三十年戦争と同じような破壊をもたらした。アルテンブルンスラーとツヴェスターは、行軍する軍隊によって略奪された。フランスの倉庫があり、その軍勢がオーベルンブルクを占領していたグーデンスベルクは、1761年にグランビー卿が率いるヘッセンとブリテンの兵に占領された。これにより城は破壊され、街を再建する際の石切場として利用された。フランス軍はシュパンゲンベルク城を急襲して占領し、ツィーゲンハイン要塞を保持したが、ヘッセンの砲兵隊によって破壊された。
19世紀の初め、現在の郡域が属していたヘッセン＝カッセル方伯領は、ライン同盟に参加せず、中立の立場を貫いた。その結果、ナポレオンはヘッセン＝カッセル方伯を破り、1807年に弟ジェローム・ボナパルトを王とするヴェストファーレン王国を新たに建国した。他国人による統治に対する不満から、1809年、ヴィルヘルム・フォン・デルンベルクは新王に対するレジスタンス活動を煽動した。彼はホムベルクに柄の悪い武装した農民を約 100人集め、ジェロームの宮廷都市であるカッセルに向かった。バウナタール近郊での短いセントによって抵抗派は敗北した。1813年のライプツィヒの戦いの後ヴェストファーレン王国は廃止され、ヘッセン選帝侯国が回復された。
1821年のヘッセン選帝侯国の行政改革により、フリッツラー郡、ホムベルク郡、メルズンゲン郡、ツィーゲンハイン郡が創設された。この頃、これ以後の100年間を特徴付けるこの地域での褐炭採掘も開始されている。やがて、国営だけでなく民間の参入が認められ、工業での利用が増大したことから、鉱業が盛んになった。民間の鉱山は、1821年にバウムバッハ家によってフリーレンドルフに開かれ、続いて1825年に郵政大臣ティーレパーペによってヴァーベルン近郊に開かれた。その後民間鉱山は、官公庁の妨害により存続することが困難となった。北ヘッセンの褐炭は、ドイツの他の産地のものに比べて発熱量が高く、ほとんど再精製されなかった。19世紀半ばのマイン＝ヴェーザー鉄道の建設や1870年代のカノーネン鉄道（軍需鉄道）の建設により、この地域は大規模な経済中心地と結びつき、新たな市場が開拓された。交通の便が良くなったことで鉱山の操業に拍車がかかり、褐炭採掘の継続的な近代化が促進された。この地域は1868年からプロイセン王国のヘッセン＝ナッサウ州に属し、1871年からはドイツ帝国の一部地となった。民営の鉱山は1867年のプロイセンの鉱山法制定に伴い、合併によって著しい拡大の機会を得た。

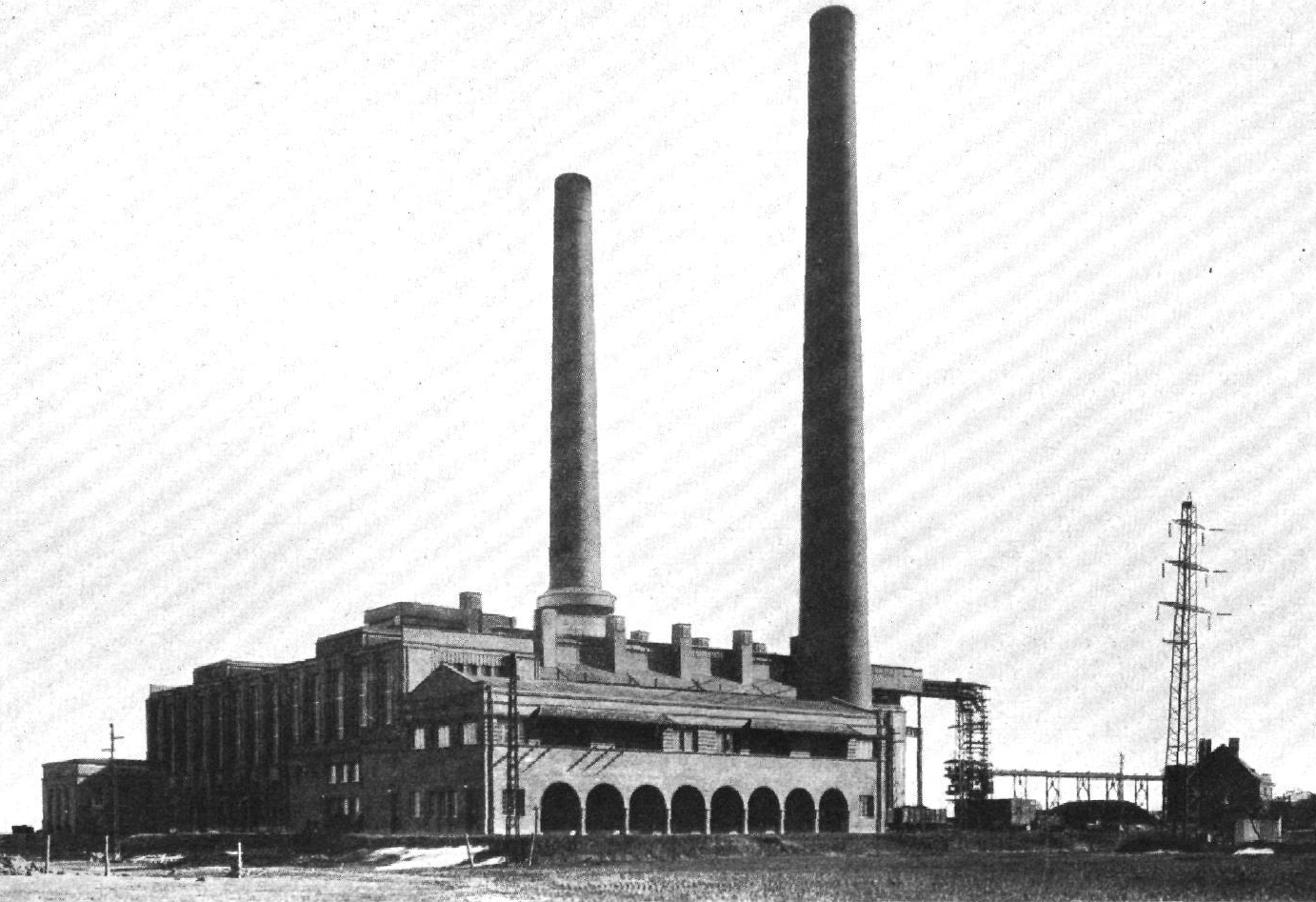
マイン＝ヴェーザー発電所

### 1945年まで
20世紀の開始に伴い、鉱山は大きく発展した。産出量は増大し、第一次世界大戦前に一時的なピークを迎えた。しかし、戦時中および1919年のドイツ革命時には、鉱山の労働者が戦場に駆り出され、産出量は減少した。1922年から1923年にボルケンにマイン＝ヴェーザー発電所が建設された。ここでは多くの坑内掘りや露天掘りの石炭が消費されていた。ボルケン発電所やヘッセン北部で成長したカリ産業が、褐炭産業の大口の顧客となった。これにより北ヘッセンの褐炭採掘は、この時代に再び隆盛に向かった。しかし、すぐに世界恐慌が起こり、産出量は再び減少していった。続く第三帝国時代、ナチスによってカッセルの軍需工場が拡張され、産出量は持ち直したが、これも戦争開始と共に減少した。
ヴァイマル共和政下、この地域のドイツ国会選挙では、SPDとDNVPが多くの票を獲得した。1929年11月の地方議会議員選挙でNSDAPが地方議会の議席を占めた。特に、それまでドイツ国粋主義や自由主義を支持していた小規模農家や小規模事業主の有権者に支持されて NSDAP は躍進した。DNVP や農民指向の Landvolkpartei はこれにより弱体化された。1930年のドイツ国会選挙でNSDAPは、フリッツラー郡、ホムベルク郡、メルズンゲン郡では第2党に、ツィーゲンハイン郡では 40.8 % の票を獲得して第1党となった。1932年の大統領選挙では、ホムベルク、メルズンゲン、ツィーゲンハインで、アドルフ・ヒトラーが2回の投票で、ともに最多の票を獲得した。1932年に行われた2回の国会議員選挙（7月、11月）でも、いずれもNSDAPが第1党となった。この地域での国家社会主義への熱狂は、1938年の「水晶の夜」の暴行を誘引した。ボルケン、フリッツラー、ホムベルク、フェルスベルク、グックスハーゲン、ツィーゲンハインで、ユダヤ人やユダヤ教施設への攻撃が行われた。フェルスベルクでは、この暴動で最初の死亡犠牲者が出た。
1933年6月、グックスハーゲンのブラウテナウ地区にある旧ブライテナウ修道院に初期の強制収容所が設けられた。第二次世界大戦中、ゲシュタポ・カッセルは、この施設を労働教育施設兼集中収容施設として利用した。ツィーゲンハイン近郊に戦争捕虜収容所 Stammlager IX A が設けられた。その収容者は、周辺の農業施設や工場で、強制労働を強いられた。1943年、エーダー湖の堰き止めダムが破壊され（チャスタイズ作戦）、エーダー川沿いの集落を壊滅的な洪水が襲った。大戦末期、ヴェルケルとツェンネルンの近郊で、アメリカ軍とドイツ軍との間で小規模な戦闘があった。

### 第二次世界大戦以後
第二次世界大戦以後、この地域の多くの集落では、急速に人口が増加した。旧ドイツ東部領土から放逐された人々が住み着いたためであった。フリッツラーだけで難民により人口が3割増加した。その多くが褐炭産業に職を得て、雇用者数は1950年代末にピークとなった。しかし、1960年代以降、北ヘッセンの多くの炭坑が閉山されていった。ボルケンの鉱山だけが存続した。
1974年1月1日、ヘッセン州の地域再編に伴い、フリッツラー＝ホムベルク郡、メルズンゲン郡、ツィーゲンハイン郡が合併してシュヴァルム＝エーダー郡が成立した。また、それまでのトライザとツィーゲンハインが合併し、シュヴァルムシュタット市が形成された。ホムベルク/エフツェは、それまで行政機能が置かれていなかったにもかかわらず、郡庁所在地となったヘッセン州で唯一の例となった。これは、それまでの郡庁所在地はいずれも新しい郡の周辺に位置することとなったのに対し、ホムベルクが新しい郡の中心に位置したためである。
1988年6月1日、シュトルツェンバッハ炭坑で事故が起こり、51人が死亡した。経済的理由から、ボルケンの鉱山と発電所は1991年3月に閉鎖された。1960年代の閉鎖以降、露天掘りの炭坑跡では再び植物を植える活動が行われていた。ボルケンやフリーレンドルフ周辺の炭坑跡は水が溜まって池となり、その周辺は森や草原で覆われた。風景の変化に伴って増加した観光客は、重要な経済分野となっていった。

### 人口推移
1900年頃、現在のシュヴァルム＝エーダー郡の前身となった郡の人口は、フリッツラー郡が 26,466人、ホムベルク郡が 21,378人、メルズンゲン郡が 27,597人、ツィーゲンハイン郡が 32, 752人で、合わせて 108,193人であった。1932年にフリッツラー郡とホムベルク郡が合併した。第二次大戦後、3つの郡の人口は合計 20万人となり、最高値を記録した。この急速な増加は、多くの追放者の流入によることは明らかである。しかしその後、鉱業が衰退したことで人口は、合計 175,000人にまで減少した。
1974年の地域再編により、旧フリッツラー＝ホムベルク郡、メルズンゲン郡、ツィーゲンハイン郡が合併して新たに成立した郡の人口は、182,216人であった。
1980年の人口は、180,900人にまで減少したが、その後1990年までに 183,700人と増加した。2008年のシュヴァルム＝エーダー郡の人口は約 185,300人であった。このうち、約91,600人が男性、約93,700人が女性である。郡内の平均年齢は約 43歳であった。また、外国人住民の比率は、3.6 % であった。
2010年までに人口は 182,513人に減少した。地元の推計では、2030年までに郡の人口は約 158,000人にまで減少するとされている。これは約 14.6 % の減少にあたる。同じ時期のヘッセンの人口減少は 4.3 % と見積もられている。また、郡内の平均年齢は 49 歳にまで上昇すると予測されている。

## 行政

### 政治文化
シュヴァルム＝エーダー郡の住民はおおむね保守的である。これは、たとえばCDUのような保守政党には有利な地盤であるにもかかわらず、1945年以降、SPDが優勢である。この政治的な結果は、あらゆる住民史や組織形成に歴史に深く根ざしていることは明らかである。ほぼすべての集落に SPD の地元グループが存在している。100年前から SPD シュヴァルム＝エーダーは、北ヘッセン地区の SPD 組織の中で、最も会員数の多い組織の一つであった。この郡の歴代郡長は、いずれも SPD に属している。しかし、社会民主主義の優位は、かつてのように絶対的なものではなくなりつつある。

### 郡長
- 1974年 - 1984年: アウグスト・フランケ (SPD)
- 1984年 - 2002年: ユルゲン・ハースハイダー (SPD)
- 2002年 - 2014年: フランク＝マルティン・ノイペルトル (SPD)
- 2014年 - : ヴィンフリート・ベッカー (SPD)

### 郡議会
2021年の郡議会議員選挙結果は以下の通り。
| 党派    | 得票率  | 議席数  |
| ------- | ------- | ------- |
| SPD     | 34.8 %  | 25      |
| CDU     | 22.6 %  | 16      |
| GRÜNE   | 11.7 %  | 8       |
| FWG     | 7.6 %   | 5       |
| FDP     | 6.9 %   | 5       |
| AfD     | 6.8 %   | 5       |
| FW      | 6.0 %   | 4       |
| Linke   | 2.8 %   | 2       |
| PIRATEN | 0.9 %   | 1       |
| 投票率  | 55.10 % | 55.10 % |

### 極右思想
2008年の夏に、極右グループ Freie Kräfte Schwalm-Eder (FKSE) は、その構成員数人が左翼思想団体 Linksjugend Solid のキャンプ地を攻撃したことで、ドイツ全土で有名になった。地域的にはそれ以前からすでに、ステッカーやチラシの配布、反ファシスト団体への攻撃などで知られていた。これ以降、この団体は暴力的な攻撃を繰り返した。FKSEは、25人から30人の中心メンバーがおり、この種の団体としてはヘッセン最大で最も強固な団体の一つである。構成員は 17歳から 28歳であり、主にシュヴァルムシュタット、ホムベルク、ノイキルヒェン、フリーレンドルフで活動している。FKSEは、構成員があまり組織化されていないにもかかわらず、現在でも右翼 - 左翼衝突のポテンシャルで知られている。
シュヴァルツェンボルン近郊にホロコースト否定論者のマンフレート・レーダーが家屋敷を持っており、「ライヒスホーフ」（直訳すると「帝国宮殿」）と自称している。ここはネオナチ運動の人物の集会所となっている.。

### 姉妹地区協定
シュヴァルム＝エーダー郡は、5つの姉妹地区協定を結んでいる。それは、学校、ユダヤ人グループ、サークルや経済上の交流から生まれたものである。最初の姉妹地区協定は、1961年に旧フリッツラー＝ホムベルク郡とベルリンの当時のティーアガルテン区との間で結ばれた。現在では、この姉妹地区協定はシュヴァルム＝エーダー郡とベルリン＝ミッテ区に引き継がれた。1973年には、同じくフリッツラー＝ホムベルク郡がフィンランドのカヤーニ市との間で姉妹地区協定が結ばれた。1979年以降、シュヴァルム＝エーダー郡とイギリスの Sedgemoor との間で姉妹都市協定が結ばれている。現在、最も新しい姉妹地区協定は2000年に結ばれたポーランドのピワ郡との協定である。
さらにテューリンゲン州のキフホイゼー郡との間で共同作業や友好的な交流が行われている。郡内の自治体は、他の市町村との間で約40以上の国際的な姉妹自治体協定を結んでいる。

### 紋章
図柄: 青地で、下寄りに3本の銀の波帯。金の冠を着け、金の爪で威嚇する、銀と赤が5回入れ替わる形で塗り分けられたヘッセンの獅子が描かれている。
縞模様の獅子は、ヘッセン方伯領およびその後継諸侯領の意匠である。本来は、銀と赤が9回入れ替わるのだが、この紋章ではその上半身だけが描かれている。波帯は、本郡の3つの大きな川であるフルダ川、エーダー川、シュヴァルム川を象徴している。この紋章の発効は1975年9月4日であった。

## 文化

### 方言
シュヴァルム＝エーダー郡は、ヘッセン州北部の他の地域と同様、ニーダーヘッセン方言の地域である。しかし、この方言の話者比率は減少している。1989年の研究によれば、話者比率は 1/2 から、30年間で 1/3 あるいは 1/4 にまで減少した。ドイツ語の地域的な変化は、ヘッセン州北部全域では本質的に南部に比べてわずかである。方言話者の数は、なおも継続的に減少しており、高地ドイツ語が支配的な言語となっている。
それでもこの方言を保護するために様々な措置が講じられている。アマチュア劇団はニーダーヘッセン方言で演劇作品を上演しており、多くの基礎課程学校で低地ドイツ語の授業が行われている。日刊紙 HNA の地元版に方言で書かれたコラムが掲載され、方言で活動する習俗保護グループがあり、方言は保持されている。

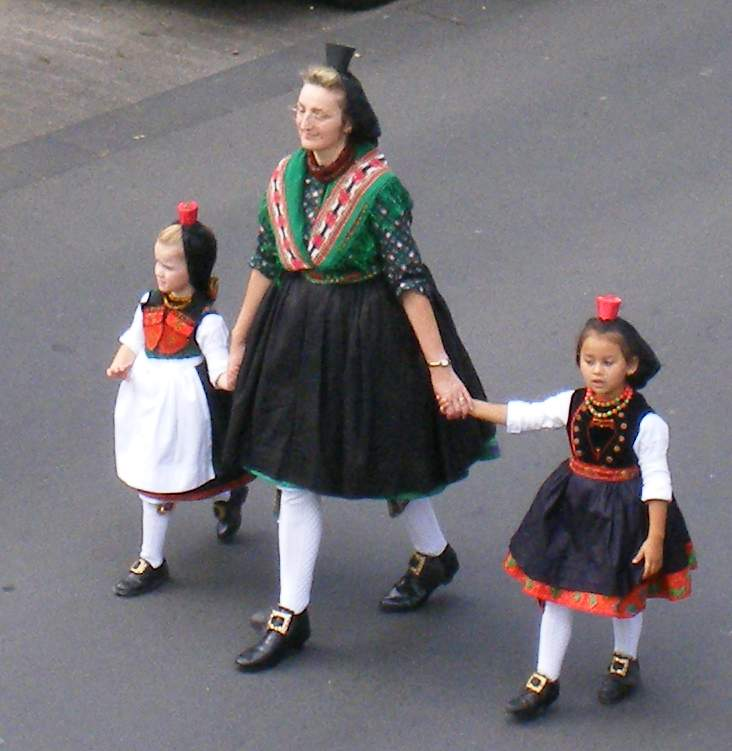
シュヴァルムの伝統衣装シュヴェルマー・トラハト

### 伝統保護
シュヴァルム地方は、ヘッセンの伝統衣装で知られる地方の一つである。18世紀になるまでシュヴァルムの伝統衣装（シュヴェルマー・トラハト）はその人物の身分を示す目印となっていた。中世の社会組織が崩壊するにつれ、伝統衣装は身分を示す機能を喪失していった。流行や文化の変化に伴い、今日では伝統衣装は日常的に着用されるものではなくなった。伝統衣装を着けた老婦人を時折見かけるだけである。ギルザーベルガー高地のシェーンシュタイナー・トラハトやクニュル山地のフッベルトラハトといった周辺の民族衣装は1900年頃にはすでに村から姿を消した。1950年代から1970年代に民族衣装クラブや郷土クラブが結成され、現在、衣装の保存に努めている。伝統衣装は民衆祭や特別な機会に見られる。
シュヴァルム地方の伝統に、白い生地を用いた刺繍（シュヴェルマー・ヴァイスシュティッケライ）がある。高度な刺繍技術を用いて製作された作品は、嫁入り道具の重要な一部となっている。ベッドカバー、クッションカバー、ハンカチなどである。クッションカバーの多くは、特別な機会に限って用いられ、代々受け継がれる。シュヴァルム地方の白刺繍の主要なモチーフは、ハート、チューリップ、円、鳥である。刺繍の技法は、昔から村の数人の女性のみに伝えられており、現在も数人の私人だけが保持している。
この地域の伝統料理には、アーレ・ヴルスト（ソーセージの一種）があり、あちらこちらで自家製造されている。北部ヘッセン・アーレ・ヴルスト振興会は2004年から伝統的な製造法を保存するために活動している。この地方の食文化の他の要素としては、ヴェッケヴェルク（肉料理）、シュマントクーヒェン（焼き菓子）、「マッテクーヒェン」という名のチーズケーキ、サラダ・ラッチ、地元の魚や猟獣の料理がある。シュヴァルムシュタットでは「シュヴァルム・ブロイ」、マールスフェルトでは「ヘッシシェ・レーヴェンブロイ」という商標のビールが製造されている。

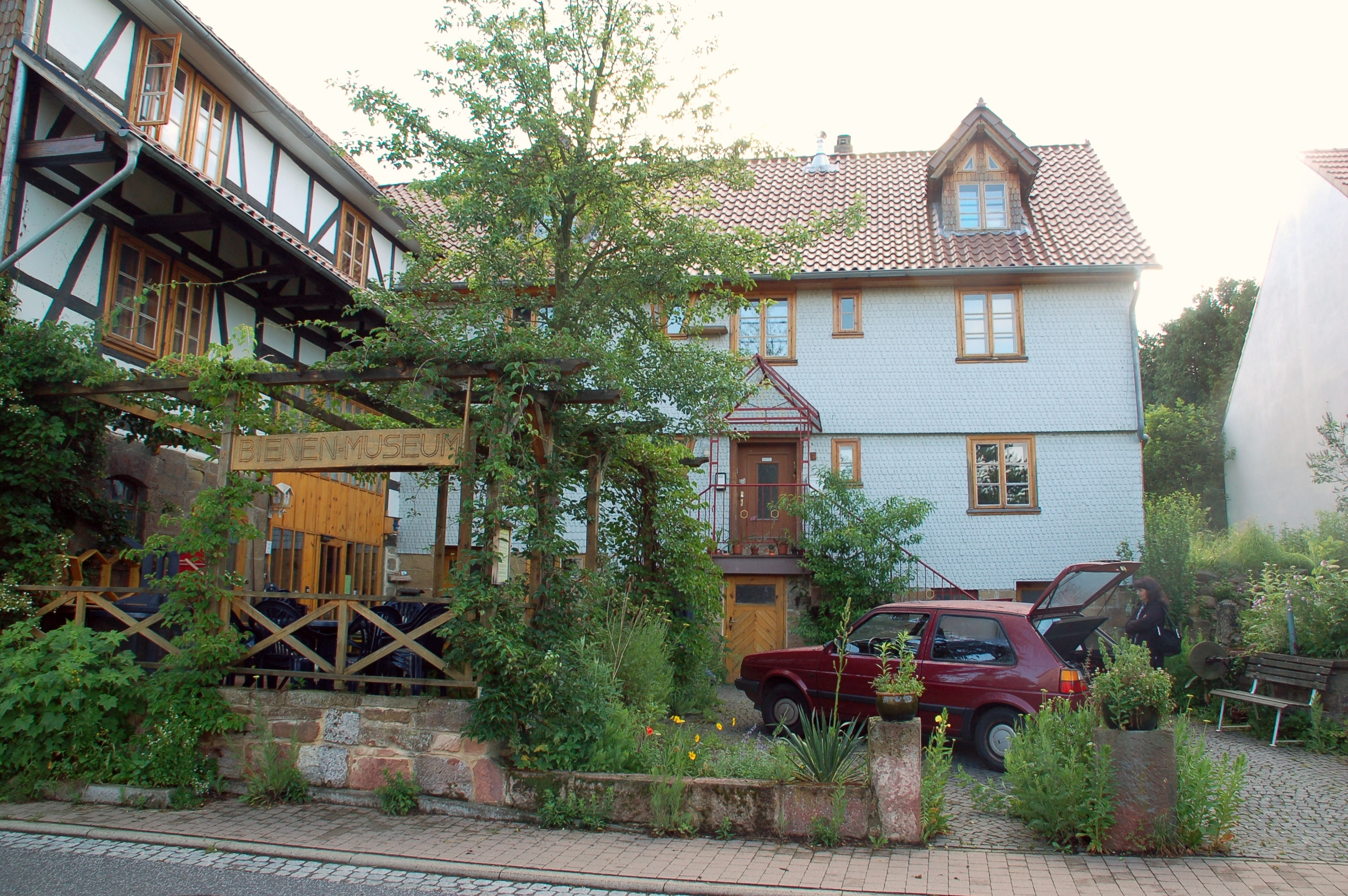
クニュルヴァルト養蜂博物館

### 博物館
多くの集落に、それぞれの郷土博物館がある。そこには、鏃と手斧、陶片と石斧といった先史時代の入植の痕跡が展示されている。また、紡績、織物、鍛冶といった古い伝統手工業の概要、昔の農民文化である家財道具、家具、日用品が陳列されている。マールスフェルトのバイゼフェルト地区の博物館は、この集落の籠細工師の伝統を伝えている。養蜂業については、ゲンズンゲンの旧カルトゥジオ会の養蜂文化センターおよびクニュルヴァルト養蜂博物館に展示されている。グックスハーゲンの旧ベネディクト会修道院とトルツハインには、両収容所での犠牲者の記念碑がある。シュトルツェンバッハ近郊の記念碑は、鉱山事故の犠牲者のためのものである。
1992年にボルケンでヘッセン褐炭採掘博物館がオープンした。この博物館は、北ヘッセン、特にボルケンおよびフリーレンドルフ周辺地域における褐炭採掘の歴史に特化している。旧区裁判所文化センターでは、郷土史・社会史上、技術上および地理上の観点から鉱業や発電の伝統を展示している。観光坑道では、坑道保持技術や採掘技術や採掘器具が展示されている。バケットホイール・エキスカベーターや鉄道路線といった大型機械が、市周辺部の約 3万 m2 の敷地で見ることができる。
フリッツラー聖堂の回廊上に、この聖堂の宝物展示スペースが設けられた。展示ケース内には、中世の手稿や書物、印章や貨幣が陳列されている。本来の聖堂博物館には、祭式装飾一式、祭壇用具、ロマネスク時代からネオゴシックまで、様々な聖像がある。参事会ホールの東に宝蔵が接続しており、極めて豪華な宝物が収蔵されている。名目上、ハインリヒ2世によって寄贈された、宝石や真珠で飾られた皇帝ハインリヒの十字架や、上部にいわゆる「ボニファティウスの櫛」が描かれた1170年から1180年頃の祭壇背後の飾り壁がある。
ホムベルク市の郷土博物館では、このヘッセンの宗教改革都市の市史を概観することができる。

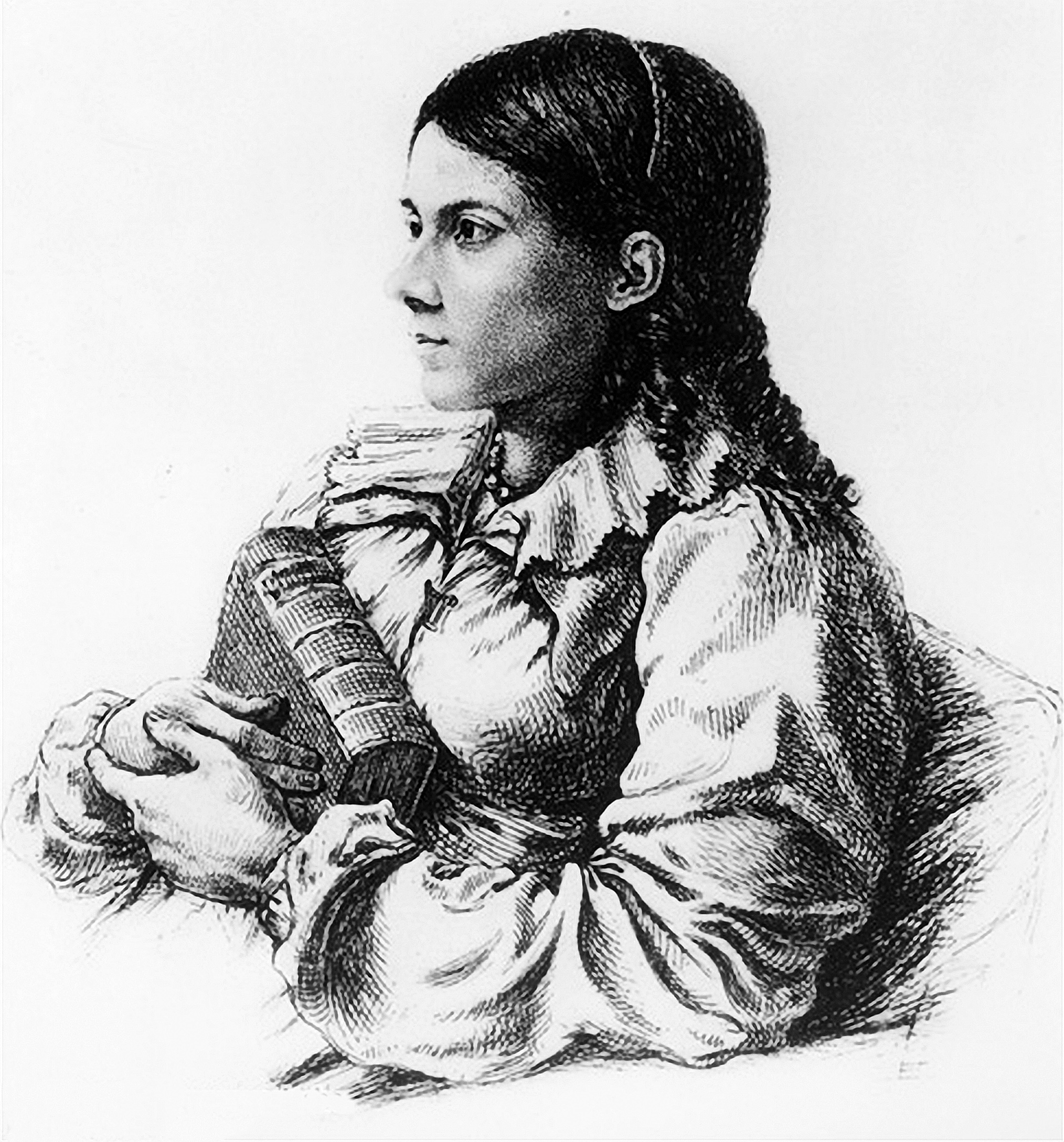
ベッティーナ・ブレンターノ

### 文学
作家エルンスト・コッホは1808年にボルケンのジングリス地区で生まれた。父親はオーバーアウラの治安裁判所判事を勤めており、コッホは幼少期の一時期、ここで育った。祖父はジングリスのマールブルク大学所有地の管理人であった。
詩人ヘルボルト・フォン・フリッツラーは1180年にフリッツラーで生をうけた。彼は、中世に愛読されたトロイ伝説の最も古いドイツ語版である「Liet von Troye」を、テューリンゲン方伯ヘルマン1世の要請によって、1200年頃に執筆した。同時代の他の詩人の描写とは対照的に、ヘルボルト・フォン・フリッツァーは宮廷生活を理想化せず、その現実を描き出した。
フリッツラー市とその聖堂は、いくつかの書物で言及されている。詩人リカルダ・フッフは、1927年に出版された著書「Im alten Reich: Lebensbilder deutscher Städte.」（直訳すると「旧帝国: ドイツの都市の伝記」）で、聖堂の力について記述している。ヤーコプ・シャフナーは、20世紀初めの聖堂の修復作業を、著書「Der Dechant von Gottesbühren.」（直訳すると「ゴッテスビューレンの教区監督官」）のテーマとしている。第一次世界大戦中のヴェルケル村近郊の過酷な農民の生活は、ホルスト・ボーデマーの作品「Ein Dorf im Kriege」（直訳すると「戦争中の村」）の対象となっている。フリッツラーを扱った最も有名な作品がベッティーナ・ブレンターノの作品「Goethes Briefwechsel mit einem Kinde」（直訳すると「ある子供とゲーテとの往復書簡」）である。ブレンターノは1793年の母親の死後、妹たちと共に聖ウルスラ会女子修道院の学校に入り、1797年までここで教育を受けた。この時期、彼女が幸福であったのかどうかは明らかではないが、女教師は彼女を生意気な子供と思っていた。ブレンターノは「Goethes Briefwechsel mit einem Kinde」を修道女に遺贈したのだが、焼失した。現在この学校は、この有名な女生徒を顕彰し、図書館には彼女にちなんだ名が付けられている。
ハンス・シュターデンは、1525年頃にホムベルクで生まれた。彼は、フィリップ1世方伯の庇護下で、1557年に「Wahrhaftige Historia」（直訳すると「本当の話」）を執筆した。この中で彼は、ブラジルの先住民との交流やトゥピナンバ族に囚われたことなど、ランツクネヒトとしての旅の経験を記述している。方言詩人のハインリヒ・ルッペルもホムブルクにゆかりがある。彼は、1912年から教師として聾学校に勤めていた。彼は、たとえば聴覚障害の農民の生涯を描いた「Ackermann Orf」（直訳すると「農夫オルフ」）のような小説やメルヘンを執筆した。彼は国家社会主義において一定の役割を演じており、その評価は定まっていない。オットラウ出身のヴィルヘルム・シェーファーも国家社会主義に協力したこの地域の方言詩人である。シェーファーは、主に短編小説を執筆し、1944年には第三帝国の重要な著述家を集めたゴットベグナーデテンリスト（天賦の才能リスト）にその名を連ねた。

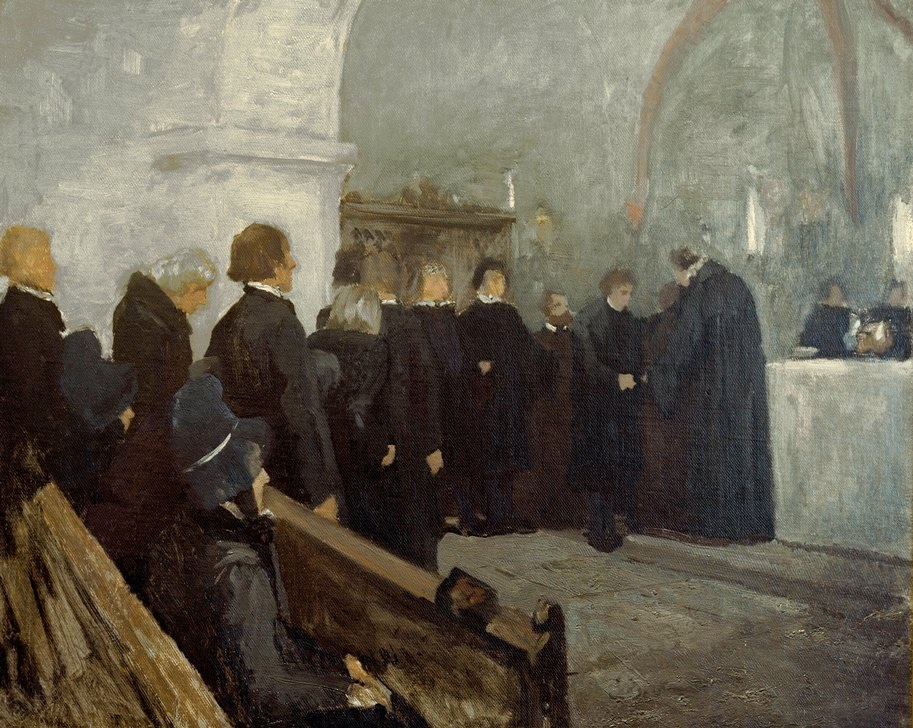
カール・バンツァー作「ヘッセンの村の教会の正餐式」

### 芸術と音楽
この地域の芸術で特に重要なのは、ゲールハルト・ヴィルヘルム・フォン・ロイテルンとルートヴィヒ・エミール・グリムが1825年に設立したヴィリングスハウゼンの画家コロニーであった。これはヨーロッパで最も古い芸術家コロニーであった。1835年から、ヴィリングスハウゼンには次々と芸術家が姿を現すようになった。ゲールハルト・ヴィルヘルム・フォン・ロイテンはデュッセルドルフ芸術アカデミーの近くにアトリエを有しており、ルートヴィヒ・グリムはカッセル・アカデミーで教鞭を執っていた。2人は芸術仲間をシュヴァルムに誘った。1850年から1880年まで、このコロニーはルートヴィヒ・クナウスの名声により求心力を保っていた。その後、その業務をカール・バンツァーが引き継ぎ、1941年の彼の死によって芸術コロニーは幕を閉じた。画家たちは、周辺の風景や村の生活からテーマやモチーフを見いだしていた。
第二次世界大戦後、数人の芸術家がシュヴァルムに現れ、1950年にシュヴァルム新グループを結成した。ヴィンセント・ブレク、ギュンター・ハイネマン、ヴィルヘルム・ツァストロフらがこのグループに属した。現在は、芸術家コロニーに近い宿屋ハーゼ亭の画家の部屋が、それを記念している。かつて芸術家たちは、この部屋で語らい、共同作業を行った。そのために設立された協会が記念の品を保護し、オリジナル作品を収集し、展覧会を開催している。1996年から毎年、2人の芸術家に3か月間の芸術奨励金を授与している。その授与式はヴィリングスハウゼンで行われる。
フリッツラー、メルズンゲン、シュパンゲンベルクを通り、さらにバート・ツヴェステンを経由する広域遊歩道 X8（バルバロッサヴェク）は 2001年から拡張されている。アルス・ナトゥーラ・プロジェクトの一環として、このルート沿いにエコ素材で創られた自然や村に関連した芸術作品が設置された。その作品は、ホムベルク＝マールドルフ出身のランド・アート作家ハンス＝ヨアヒム・バウアーなど、主にこの地域の芸術家によるものが採用されている。このプロジェクトはEUによって支援されている。
シュレックスバッハで結成された The Petards は、1960年代末には、ドイツで最も有名なビートバンドの一つであった。隣国のベルギーやフランスでもヒット・チャートにランクインした。彼らは1970年にヘルツベルク城フェスティバルに参加したが、1972年にこのグループは解散した。ポップシンガーのマティアス・ライムはホムベルクで育ち、学校に通った。また、2010年のユーロビジョン・ソング・コンテストのドイツ大会にエントリーされたクリスティアン・ドゥルステヴィッツはフリッツラーの出身である。

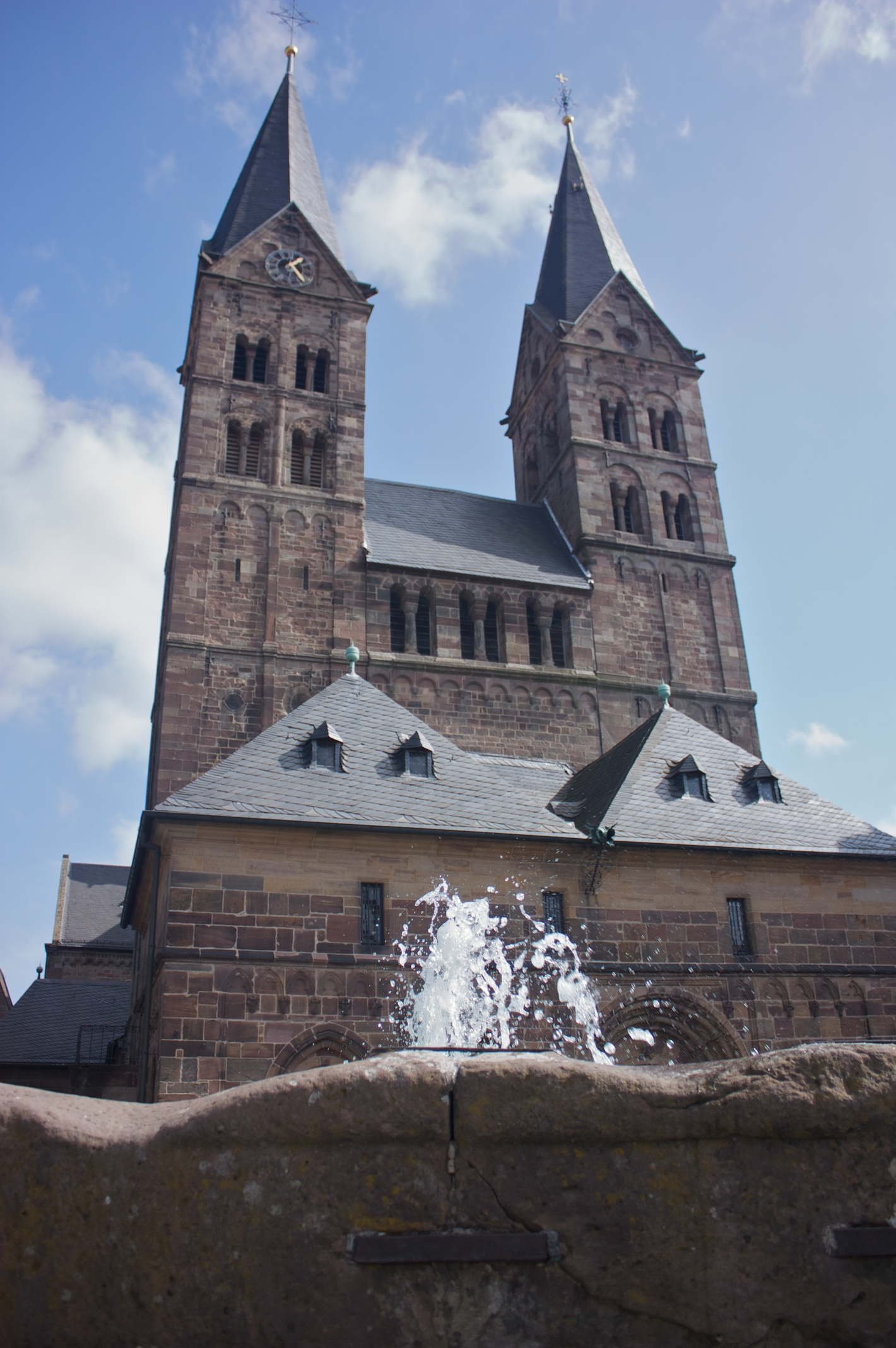
フリッツラー聖堂

### 宗教
プロテスタントをヘッセン方伯領の教義とすることを定めたヘッセン方伯フィリップ1世による1526年のホムベルク教会会議以降、シュヴァルム＝エーダー郡の地域の住民は多くがプロテスタントの信者である。住民の 80 % 以上がプロテスタントである本郡は、ヘッセンのプロテスタントの牙城となっている。郡内にはフリッツラー、ホムベルク、メルズンゲン、ツィーゲンハインの教会クライスがあり、それぞれ約 40 の教会区が存在する。教会クライスは、シュヴァルム＝エーダー郡の教区監督官業務の共同執務者であり、クアヘッセン＝ヴァルデック・プロテスタント教会の一部をなしている。
これに対応して、カトリックを信仰する住民の比率はわずかである。フリッツラー周辺地域の住民だけが、カトリックを多数派とする飛び地を形成している。フリッツラーは歴史的にはマインツ司教区と関係が深いにもかかわらず、この地域の17の司祭区は現在、フルダ司教区に属している。1989年以降不ルッツラーにはプレモントレ会修道院が設けられていたが、2010年のフルダ司教による暴行スキャンダル後に廃止された。修道士らは、その創設の地であるニーダーエスターライヒのゲーラスに戻った。トルツハインのクヴィナウ巡礼は北ヘッセンで行われている唯一の巡礼であり、シュヴァルム地方のカトリック信者の中心的なイベントとなっている。トルツハインは、巡礼地として、また教会法上の巡礼教会であるキルヒェ・マリア・ヒルフ教会（マリアの救済教会）で知られている。
ヴァーベルンには2007年から アフマディーヤ・ムスリム教団の Muqeet-モスク がある。このモスクは、ドイツで唯一の粘土レンガで造られたモスクである。このコミュニティは、2008年現在、約 50 人の信者が所属している。

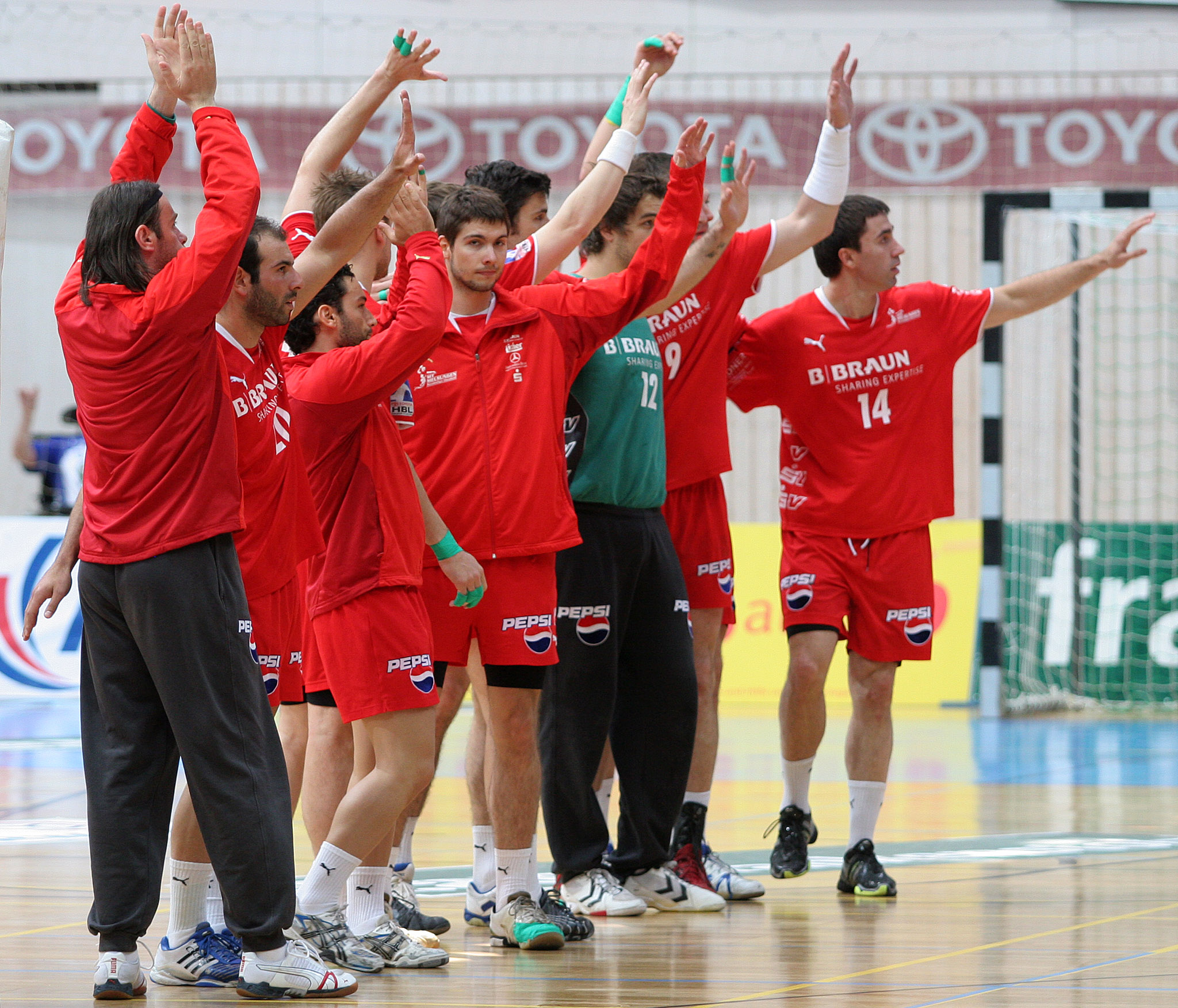
MTメルズンゲンの選手たち（2009年5月）

### スポーツ
郡内のクラブスポーツは、2つのスポーツクライスによって運営されている。旧ツィーゲンハイン郡の地域はスポーツクライス・シュヴァルム、旧フリッツラー＝ホムベルク郡およびメルズンゲン郡はスポーツクライス・フルダ＝エーダーである。後者は、2006年5月にかつての独立したスポーツクライス、スポーツクライス・フリッツラー＝ホムベルクとスポーツクライス・メルズンゲンとによって設立された。スポーツクライス・シュヴァルムは、現在のところ、合併の予定はない。全部で、343のスポーツクラブで 71,417人が活動している。なかでも圧倒的な人気のスポーツはサッカーである。これに、体操、射撃、テニス、卓球が続く。郡内には以下のスポーツ施設がある: 81の体育館、220のスポーツグランド、24の屋外プール、6つの天然プール、10の屋内プール、50のテニスコート、6つの屋内テニス練習場、19の乗馬施設、79の射撃場、3つの長距離用スキー・スロープ、1つのゴルフ場。
サッカーについて、クラブのレベルは、SCノイキルヒェンが広く知られている。このクラブは、1995年から1999年まで、当時3番目のクラスであったサッカーのレギオナルリーガでプレイしていた。1985年、1995年、1997年にはヘッセン杯で優勝している。現在の SCノイキルヒェンは、7番目のクラスであるグルッペンリーガ・カッセルでプレイしている。現在、一番高いクラスでプレイしているのは、1.FCシュヴァルムシュタットで、2010/11年シーズンは、5番目のクラスであるサッカー・ヘッセンリーガでプレイしている。シュヴァルム＝エーダー郡出身のかつてのプロサッカー選手には、トビアス・ダム（1.FSVマインツ05）、ハンス・ディーター・ディール（1.FCカイザースラウテルンおよび KSVバウナタール）、トーマス・フロイデンシュタイン（KSVヘッセン・カッセル）、ゲールハルト・グラウ（KSVバウナタールおよびヘルタ・ベルリン）らがいる。現役では、ブンデスリーガ2部、SCパーダーボルン07のゼーレン・ゴンターや、女子ブンデスリーガの SGエッセン＝シェーネベックに所属し、ポーランド代表選手でもあるマルレーネ・コヴァリクがいる。
郡北部では、ハンドボールが大変にポピュラーである。この種目におけるシュヴァルム＝エーダー郡の看板クラブが MTメルズンゲンで、2005年以降ハンドボール・ブンデスリーガでプレイしている。このクラブは、ブンデスリーガの順位表では常に中盤以下に甘んじている。2010/2011年シーズンは12敗し、この結果、下位リーグとの入れ替え戦を戦った。HSGゲンズンゲン/フェルスベルクも広い範囲での成功を収めている。このクラブチームは計15年間ブンデスリーガ2部で活動したが、2008年に降格した。その前身となったクラブ TSVヤーン・ゲンズンゲンは1980年代に1年だけではあるが、1部リーグでプレイしたことがある。メルズンゲンのキルヒホーフ区にある SG 09 キルヒホーフは1977年から1979年まで、および2004年から2006年まで、合計4年間女子ハンドボール・ブンデスリーガに参加した。現在は、SGゲルマニア・フリッツラーとともに、3番目のリーグであるレギオナルリーガの南西地区でプレイしている。
卓球では、ホムベルガーTSの女子チームが成功している。このクラブチームは、2004年にブンデスリーガ1部で優勝し、2006年には ETTUカップ（ヨーロッパ卓球連盟杯）を獲得している。しかし、2007年にブンデスリーガ2部に後退した。

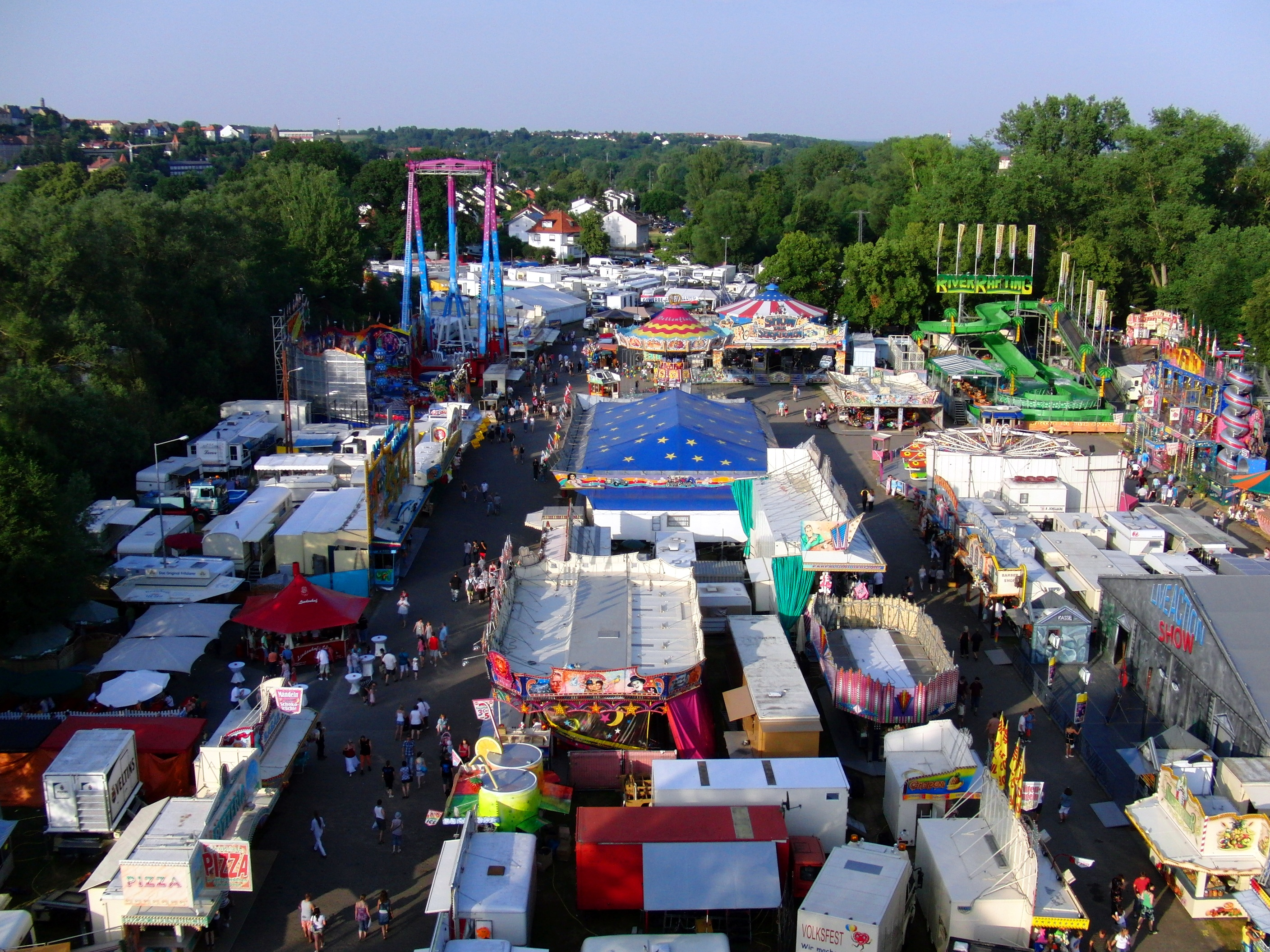
フリッツラーのプフェルデマルクト（2010年）

### 年中行事
カーニヴァルの時期には、多くの集落でカーニヴァルの祝祭が開催される。カトリックの多いフリッツラーでは、郡で唯一、バラの月曜日のパレードが行われる。5月には、各地でマイバウムフェステで行われ、ホムベルク旧市街では5月市が開催される。キリスト昇天祭の祝日には、フリーレンドルフで1964年から昇天祭の市が行われている。聖霊降臨祭には、18世紀からの伝統を受け継ぐ聖霊降臨祭の市の他に、ツィーゲンハインのザラートキルメスの祭も開催される。
夏には多くの祭がある。バート・ツヴェステン、ボルケン、オーバーアウラのリヒターフェステ（光の祭）や、ボルケン、エーダーミュンデ、フリッツラー、グーデンスベルク、ホムベルク/エフツェ、メルズンゲン、ノイエンタール、ニーデンシュタイン、シュヴァルムシュタット、シュパンゲンベルクの市祭や郷土祭である。この中で、特に規模が大きなものは、フリッツラーのプフェルデマルクトと、8月に開催されるトライザのフッツェルキルメスである。
文化プログラム「北ヘッセンの文化の夏」の一環として、多くのコンサートや催し物が、フリッツラーの聖堂、バーツ・ツヴェステンのクアハウス、トライザのトーテン教会で開催される。小さな集落では、パン焼き窯の祭や消防隊の祭が行われている。大規模な世俗祭の他に、ヴルツェルンのような小さな集落でもキルヒヴァイエと呼ばれる教会祭が続けられている。
秋には、たとえば、イェンスベルクなどで秋市が開催される。アドヴェントの期間には週末毎に多くのクリスマスマーケットが開かれる。毎年開催場所を変えて行われる「ヘッセンの日にはこれまで郡内の街が何度も開催場所となってきた。1974年がフリッツラー、1987年がメルズンゲン、1995年がシュヴァルムシュタット、2008年がホムベルク/エフツェであった。

## 経済と社会資本

### 経済
シュヴァルム＝エーダー郡の経済は、かつては農業と鉱業によって特徴付けられていた。構造改革によってサービス業が大きな比重を占めるようになった。郡内の約 7000の企業は、主に中小企業である。
2010年現在、約 73,500人の住民が就労している。3.5 % が農業、26.7 % が工業、69.8 % がサービス業である。失業率は 4.2% である。シュヴァルム＝エーダー郡の失業率は、ヘッセン全体の平均値 5.9 % よりも低い。連邦平均は 7.2 % である。

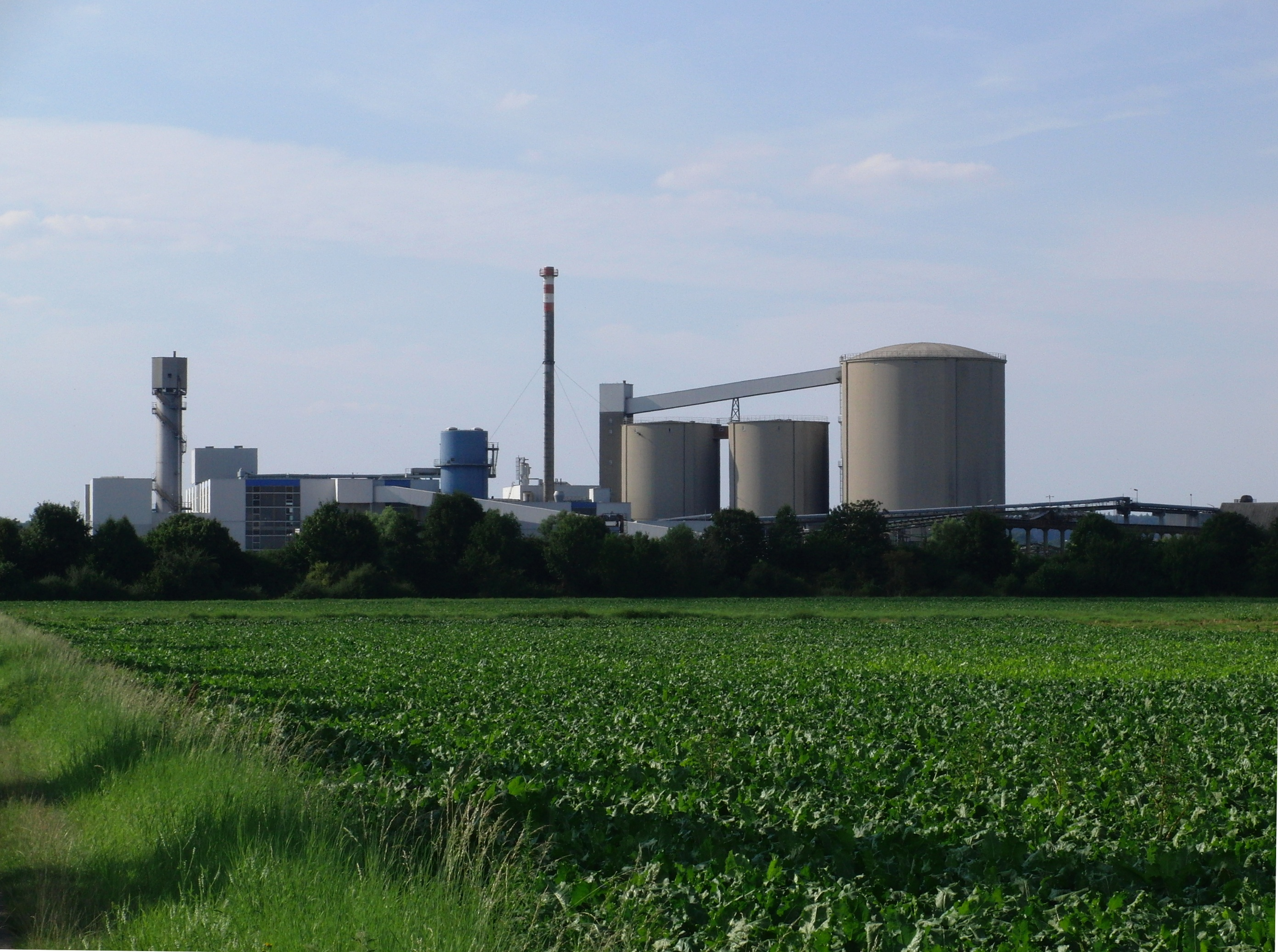
ヴァーベルンの製糖工場

#### 農業
シュヴァルム＝エーダー郡の概観は、その数が大きく減少したとはいえ、昔と変わらず農業によって特徴付けられている。1980年代末には約 4,800の農業事業者があったが、現在は約 1,800となっている。農業に利用されている土地は 76.552 ha で、郡の全面積のおよそ半分にあたる。ヘッセン州ではヴェッテラウ郡だけがこれよりも農業利用比率が高い。その面積の大部分、77.3 % が耕作地で、残りが緑地である。シュヴァルム＝エーダー郡には2010年現在 2,500人が農業に従事している。これは就業者人口の 3.6 % にあたる。これは、州の平均 1.4 %、連邦平均 2.1 % よりも高い数値である。
シュヴァルム＝エーダー郡はヘッセン州で最も多くの穀物が収穫されている。2007年の穀物収穫量は 259,978 t で、これに次ぐヴェッテラウ郡の 185,236 t よりも明らかに多い。このうち、小麦が 165,846 t で最も多く、ヘッセン州内の郡では最大の小麦産地となっている。77,718 t の大麦もヘッセン最大の収穫量である。この他の穀物はライ麦やトリチカレ（ライ麦と小麦の交配種）である。テンサイと飼料用トウモロコシもシュヴァルム＝エーダー郡の農業を特徴付ける作物である。テンサイは、2007年に 165,304 t の収穫があり、ヴェッテラウ郡に次いでヘッセン州で2番目の収穫であった。飼料用トウモロコシの収穫高は 126,056 t で、収穫量で隣接するヴァルデック＝フランケンベルク郡だけに敗れた。ジャガイモは、6,362 t で、平均約30,000 t を収穫するヘッセン州南部の郡に比べると、かなり少ない。フェルスベルク近郊のベッディガー・ベルクにはヘッセン最北のブドウ畑がある。ここで収穫されたブドウはエルトヴィレ・アム・ラインの州立ブドウ園で圧搾される。
シュヴァルム＝エーダー郡内には、775軒の養牛業者と 1,057軒の養豚業者がある。合計 33,184頭の牛と 171,214頭の豚が飼育されている。

#### 工業
シュヴァルム＝エーダー郡は、農業の他、長らく鉱業で特徴付けられていた。ボルケン、フェルスベルク、ホムベルクおよびフリーレンドルフやノイエンタールでは、19世紀から褐炭が採掘されていた。ホムベルク近郊のマールドルフやバート・ツヴェステンでは、鉄鉱石が採掘されていた。さらにオストハイムでは、1967年まで玄武岩が採石されていた。1950年代および1960年代まで褐炭採掘は盛んに続けられたが、その後の採掘は経済的理由で閉山された。これ以上の採掘は採算が合わないものになったのである。1988年6月のシュトルツェンバッハの炭鉱事故後、シュヴァルム＝エーダー郡の鉱業は廃止された。かつての露天掘りの跡地は、改めて開墾されたり、自然のまま放置されたりした。
構造改革後、本郡の産業構造は変化した。メルズンゲンやシュパンゲンベルクに化学・薬学業種企業が進出した。メルズンゲンでは、ビー・ブラウン・メルズンゲン AGとゾールファルマ GmbH の2つの企業があり、カニューレやガラスアンプルなどの医療器具を生産している。隣のシュパンゲンベルクにある Vola Plast KG は、シュヴァルムシュタットのメルケル・フロイデンベルク流体技術 GmbH やホルン&バウアー GmbH & Co. KG と同様、人工樹脂産業に携わっている。シュヴァルムシュタットは、機械製造業のコンフェクタや製靴業者のローデ・シューエの本社所在地である。食品の分野では、ジュートツッカー AG がヴァルベルンに製糖工場を稼働させており、ヘッセン北部やニーダーザクセン南部の 700軒ほどの農家がテンサイを納入している。食品会社のヘングステンベルクは、フリッツラーに工場を有しており、酢やワインビネガーを製造している。

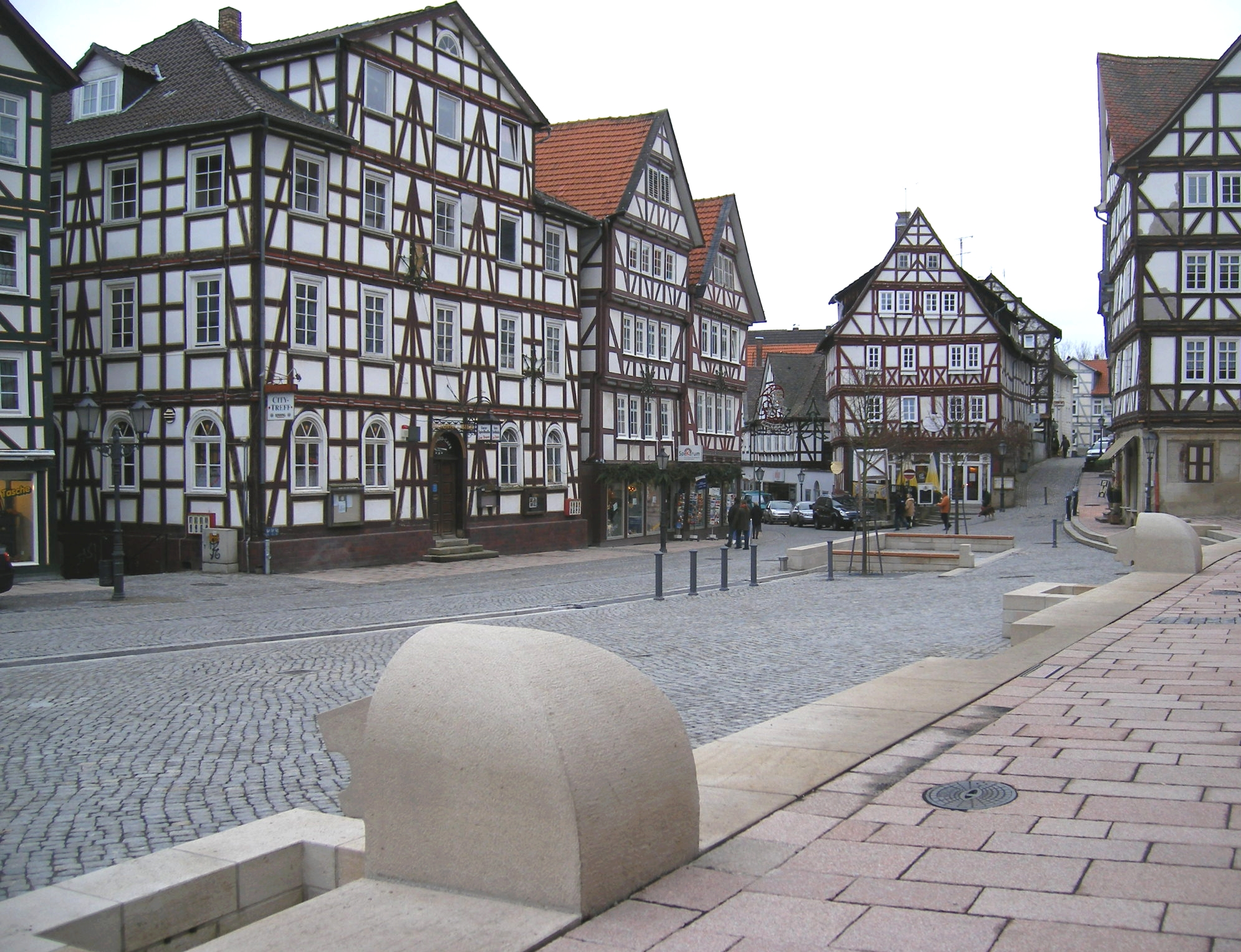
ホムベルクのマルクト広場に面した木組み建築群

#### 観光業
農業、鉱業に次いで、やがてシュヴァルム＝エーダー郡の重要な経済分野となったのが観光業である。本郡は、起伏のある丘陵地に位置しており、遊歩道や自転車道で結ばれている。フルダ自転車道 (R1) および広域自転車道 R4、R5号線が郡内を通過している。人気のある遊歩道がエリーザベトプファートで、アイゼナハからマールブルクに至る途中で本郡を通っている。バート・ツヴェステンは、薬湯が湧出する温泉保養地である。この他、フリーレンドルフやノイキルヒェンをはじめ数多くの保養地がある。小都市フリッツラー、ホムベルク、メルズンゲン、シュヴァルムシュタット、シュパンゲンベルクは、中核市区の印象的な木組み建築で観光客を誘致しており、ドイツ木組み建築街道の一部となっている。クニュル山地ではウィンタースポーツが楽しめる。シュヴァルツェンボルン近郊とオーバーアウラ＝オルベローデ近郊にはロイペ（シュプールを付けた距離競技用コース）があり、ノイキルヒェンにはティーバーリフトのあるスキー滑走路がある。
多くの集落がドイツ・メルヘン街道に面しており、この地方に由来する童話の像や村落がある。シュヴァルム地方やクニュル山地の市町村は「ロートケプヒェンラント」(Rotkäppchenland) として統合しており、グリム兄弟がメルヘンを収集した集落が含まれている。名前の由来となったのが童話「赤ずきん」(Rotkäppchen) である。グリム兄弟が、赤い「頭飾り」を頭巾とみなし、この童話をインスパイアされたという伝説は、すでに事実ではないとされている。
2009年現在、郡内には 139軒の宿泊業者があり、7,000以上の宿泊客に対応できる。年間 658,489人の宿泊客の大部分がドイツ連邦内の旅行客である。外国からの客は約 6.3 % である。客は平均 3.3日間郡内に滞在する。キャパシティの 24.8 % という予約率は、カッセル行政管区内で、カッセル市に次いで2番目に低い数字である。

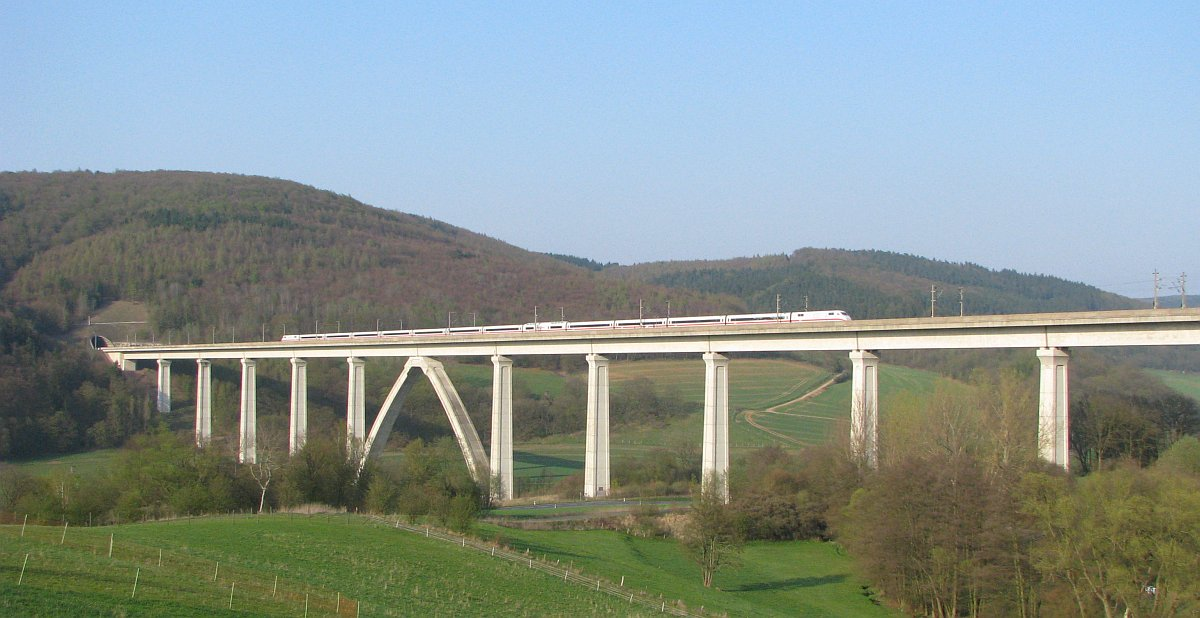
メルズンゲン近郊のプフィーフェタール橋を走行するICE

### 交通
ドイツ最長のアウトバーンである A7号線が、シュヴァルム＝エーダー郡を南北に貫いている。カッセルと本郡とを結ぶ A49号線もこれを同じ方向に走っている。このアウトバーンはノイエンタール近郊のビシュハウゼンで終わっている。元々この路線は連邦道 A5号線と接続し、カッセル付近とマールブルクとを結ぶ計画となっていた。しかし1970年代末から、アウトバーンの利用に疑問を抱き、環境に悪影響を抱かないようにと申し入れる住民たちによって、この計画は反対された。A49号線の建設再開は、州南部における連邦議会議員選挙や州議会議員選挙での争点となっている。2010年10月に、シュヴァルムシュタットまでの約 12 km の区間に必要な1億8700万ユーロのうち連邦が 6000万ユーロを出資して、工事を開始した。42 km の全区間に必要なコストは約 5億ユーロと見積もられている。
7本の連邦道が郡内を通っている。ドイツで2番目に長い連邦道である B3号線が南北に貫いている。フェルスベルクを始点とする連邦道 B254号線も同様である。郡北部の連邦道の密度は、南部に比べて高い。郡北部をディレンブルク方面へ向かう B253号線やヘッシシュ・リヒテナウ方面に向かう B487号線はメルズンゲン近郊を始点としている。B450号線は、バート・アーロルゼンからフリッツラーへ走っている。また、郡南部を B454号線が通っている。
シュヴァルム＝エーダー郡には、トライザとヴァーバルンの2つの ICの停車駅がある。これらの駅は、カッセルとフランクフルト・アム・マインとを結ぶマイン＝ヴェーザー鉄道している。この路線の駅は、この他にグリフテ、ヴォルファースハウゼン、アルテンブルンスラー、ゲンズンゲン、ジングリス、ボルケン、ツィンマースローデ、ヴィーラにある。この他の鉄道路線は、カッセルとベーブラとの間を結ぶフリードリヒ＝ヴィルヘルム北線やヴァーベルンとザウアーラントのブリロンとを結ぶエーダーゼー鉄道がある。ケラーヴァルト鉄道、クニュルヴァルト鉄道、カノーネン鉄道の一部、グリフテ＝グーデンスベルク軽便鉄道は、何年も前に廃止され、一部撤去されている。高速鉄道ハノーファー - ヴュルツブルク線は、郡北東部をかすめているが、ICEの駅は郡内にはない。
ホムベルク近郊のモーゼンベルク、ツィーゲンハイン近郊やグリフテ近郊の川沿いの草地にはグライダー用の飛行場がある。

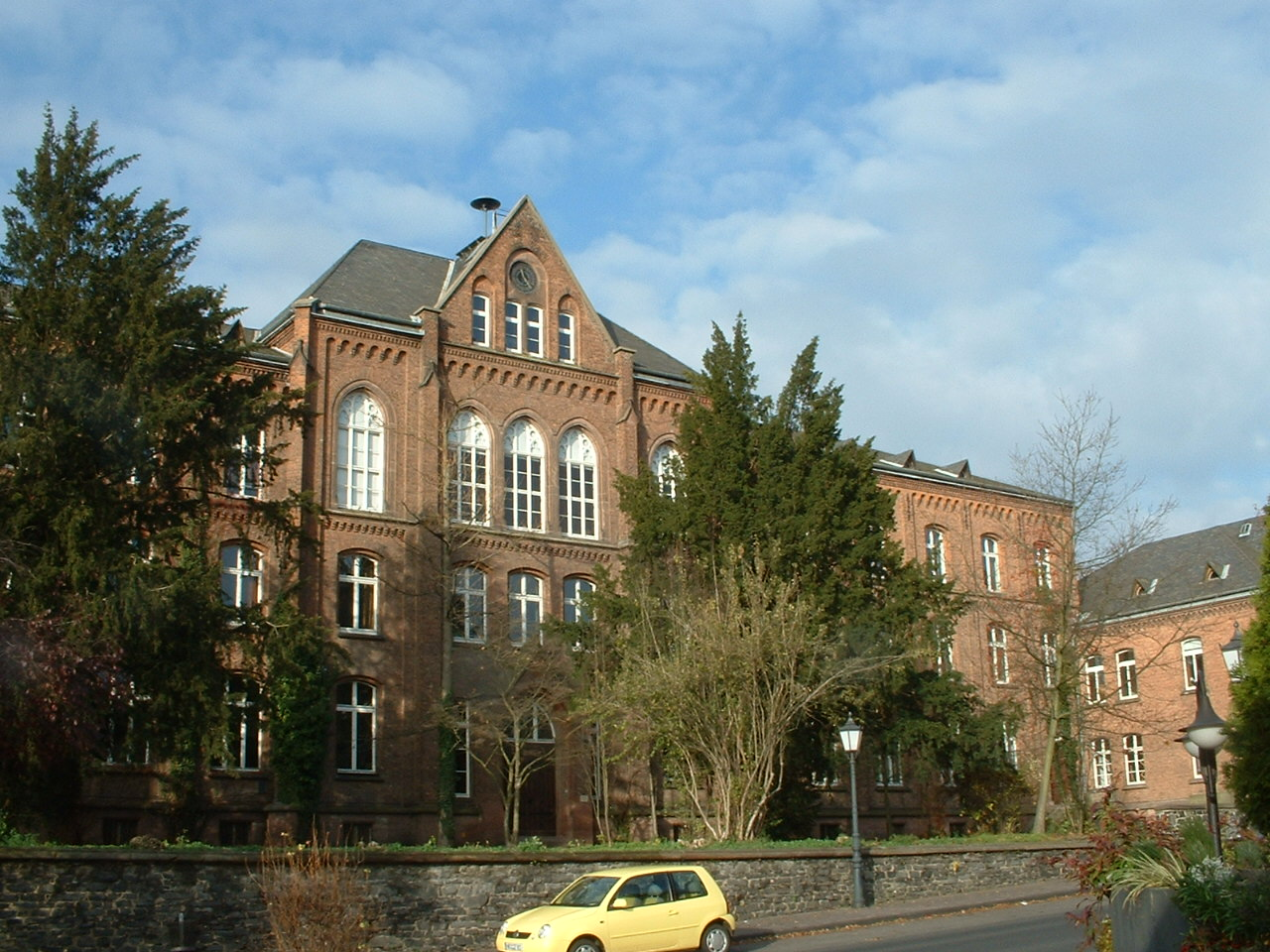
ホムベルク/エフツェのテオドール・ホイス・シューレ

### 教育
シュヴァルム＝エーダー郡には、12校の特別学校、51校の基礎課程学校、6校の本課程学校、7校のオリエンテーション段階学校（基礎課程学校修了者が進路を決定するための準備期間ための学校）、5校の実課程学校、6校のギムナジウム、9校の総合学校がある。2003年現在、合計 24,572人の就学人口中、1,116人が特別学校、8,061人が基礎課程学校、745人が本課程学校、880人がオリエンテーション段階学校、1,159人が実課程学校、4,655人がギムナジウム、7,956人が総合学校で学んでいる。
また、同じく2003年現在、5,100人が職業教育を行う学校で学んでおり、このうち 3,267人が 4校の職業学校、720人が 3校の職業専門学校、335人が 5校の専門学校、778人が 3校の専門上級学校で学んでいる。
幼児教育の分野では、106園の幼稚園施設があり、2007年現在で 6,709人の園児がいる。
さらに市民大学が1校、音楽学校が2校ある。

### メディア
北ヘッセン地域では、ヘッシシェ/ニーダーゼクジシェ・アルゲマイネが最も重要な日刊紙である。シュヴァルム＝エーダー郡には他に日刊紙がなく、独占状態にある。この新聞には 3つの地方版がある: フリッツラー＝ホムベルク・アルゲマイネはフリッツラーとホムベルクを編集局所在地とし、メルズンゲンにはメルズンガー・アルゲマイネ、シュヴァルムシュタットにはシュヴェルマー・アルゲマイネがある。
エクストラ・チップ・メディアグループは週に2回、北ヘッセンの地方紙を刊行している。週末には、郡南部ではシュヴェルマー・ボーテ、残りの郡地域ではエクストラ・チップが出版されている。水曜日には、ボルケン、フリッツラー、メルズンゲン地域ではハイマートナハトリヒ、ホムベルク地域ではホムベルガー・アンツァイガー、南部ではシュヴェルマー・ボーテが出版されている。
1976年、3話完結のテレビドラマ「Der Winter, der ein Sommer war」の撮影がシュヴァルム＝エーダー郡で行われた。この作品は、アメリカ独立戦争時代のヘッセン＝カッセル方伯フリードリヒ2世による兵士の取引を主題としており、アメリカ独立戦争200年のために撮影された。監督はフリッツ・ウムゲルター、主要な出演者にギュンター・シュトラック、クリスティアン・クヴァトフリーク、ジグマー・ゾルバッハらがいる。北ヘッセンの人々は、登場人物が地元の方言ではなく、南ヘッセンの方言でしゃべっていることに不満を述べている。

## 引用
1. ↑  Hessisches Statistisches Landesamt: Bevölkerung in Hessen am 31.12.2023 (Landkreise, kreisfreie Städte und Gemeinden, Einwohnerzahlen auf Grundlage des Zensus 2011)]
2. 1 2  Bundesamt für Naturschutz (Hrsg.): Westhessische Senke. 2010（HTML版 2011年10月27日内容確認）
3. ↑  Nitsche, Lothar/Nitsche, Sieglinde (Hrsg.): Naturschutzgebiete in Hessen. Stadt Kassel, Landkreis Kassel und Schwalm-Eder-Kreis. Band 2, cognitio, Niedenstein 2003, pp. 21 - .
4. ↑  Nitsche, Lothar/Nitsche, Sieglinde (Hrsg.): Naturschutzgebiete in Hessen. Stadt Kassel, Landkreis Kassel und Schwalm-Eder-Kreis. Band 2, cognitio, Niedenstein 2003, pp. 12 - .
5. ↑  Wasserverbund Schwalm (Hrsg.): Profil. o.J. （HTML版、2011年10月28日内容確認）.
6. ↑  Hessisches Landesamt für Umwelt und Geologie (Hrsg.): Wasserqualität der Vorjahre. （HTML版、2011年10月28日内容確認）.
7. ↑  Jürgen Holland-Letz: Zur Entstehung von NSG im Schwalm-Eder-Kreis. In: Lothar Nitsche, Sieglinde Nitsche (Hrsg.): Naturschutzgebiete in Hessen. Band 2, cognitio, Niedenstein 2003, pp. 55 - .
8. ↑  Nitsche, Lothar/Nitsche, Sieglinde (Hrsg.): Naturschutzgebiete in Hessen. Stadt Kassel, Landkreis Kassel und Schwalm-Eder-Kreis. Band 2, cognitio, Niedenstein 2003, pp. 156-191.
9. 1 2 3  Friedrich Freiherr Waitz von Eschen: Der nordhessische Braunkohlebergbau 1578 bis 2003. In: Zeitschrift des Vereins für hessische Geschichte (ZHG). Band 110, 2005, pp. 119-125（PDF版 675kB）
10. ↑  Horst Schönhut: Nordhessischer Braunkohlenbergbau. Die Gewerkschaft Frielendorf. Bernecker Mediagruppe, Melsungen 1998, pp. 34-35.
11. ↑  Horst Schönhut: Nordhessischer Braunkohlenbergbau. Die Gewerkschaft Frielendorf. Bernecker Mediagruppe, Melsungen 1998, p. 40.
12. ↑  Eberhart Schön: Die Entstehung des Nationalsozialismus in Hessen. Verlag Anton Hain, Meisenheim am Glan 1972, p. 158.
13. ↑  Eberhart Schön: Die Entstehung des Nationalsozialismus in Hessen. Verlag Anton Hain, Meisenheim am Glan 1972, pp. 200 - .
14. ↑  Wolf-Arno Kropat; Kommission für die Geschichte der Juden in Hessen (Hrsg.): Kristallnacht in Hessen. Wiesbaden 1988, p. 24.
15. ↑  Dietfrid Krause-Vilmar: Das Konzentrationslager Breitenau – lange Zeit vergessen. In: Renate Knigge-Tesche/Axel Ulrich (Hrsg.): Verfolgung und Widerstand in Hessen 1933-1945. Eichborn, Frankfurt a.M. 1996, p. 83-84.
16. ↑  Stadt Fritzlar (Hrsg.): Stadtgeschichte. 2003 (HTML, abgerufen am 28. Dezember 2010).
17. 1 2  Hessischer Minister des Innern (Hrsg.): Hessen. Gemeinden und Landkreise nach der Gebietsreform. Bernecker Verlag, Melsungen 1977, p. 47.
18. 1 2  Rademacher, Michael (2006): Deutsche Verwaltungsgeschichte von der Reichseinigung 1871 bis zur Wiedervereinigung 1990.
19. 1 2 3  Schwalm-Eder-Kreis : Statistik.（公式ウェブサイト、2011年10月30日内容確認）
20. ↑  Hessisches Statistisches Landesamt (2010): Bevölkerung in Hessen 2060, p. 8 および pp. 23-28.
21. ↑  Wolf, Werner/Schmitt, Sandra (1993): Die Christlich-Demokratische Union in Nordhessen: Gründung, Wahlergebnisse und Perspektiven. In: Schiller, Theo (Hg.): Politische Kultur im nördlichen Hessen. Marburg: Schüren, p. 232.
22. ↑  Wilhelm Frenz: Die SPD in Nordhessen und ihre Bedeutung für die politische Kultur. In: Theo Schiller (Hrsg.): Politische Kultur im nördlichen Hessen. Schüren, Marburg 1993, pp. 214–217.
23. ↑  “Kreistagswahl Schwalm-Eder-Kreis am 14-03-2021”. 2019年3月27日閲覧。
24. ↑  Hessisches Ministerium des Innern und für Sport (2010): Verfassungsschutz in Hessen: Bericht 2009. 2. überarbeitete Auflage, p. 87 および p. 101.
25. ↑  „Rechte Söhne des Dorfes“ - Interview über Struktur der Freien Kräfte Schwalm-Eder In: hna.de. 2010年11月17日付け
26. ↑  Ludwig, Bastian (2003): Neonazis feiern Wintersonnwend auf Roeders "Reichshof". In: redok.de, 2003年12月27日付け.
27. ↑  Schwalm-Eder-Kreis: Partnerschaften des Schwalm-Eder-Kreises.（2010年12月28日 内容確認）
28. ↑  Friebertshäuser, Hans / Dingeldein, Heinrich J. (1989): Hessischer Dialektzensus: statistischer Atlas zum Sprachgebrauch. Tübingen: Francke, pp. 207-217.
29. 1 2  Temme, Michael (2007): Schwälmer Kultur nach 1945. Schwalmstadt: C.-H.-Schmidt-Stiftung, pp. 86-98.
30. ↑  Förderverein Nordhessische Ahle Wurscht e.V. (2010): Willkommen beim Förderverein Nordhessische Ahle Wurscht e.V..（2011年11月2日 内容確認）
31. ↑  Barlo, Nik/Wachter, Richard (1994): Schwalm-Eder-Kreis: Bestes Hessen. Melsungen: Kreissparkasse Schwalm-Eder, p.64.
32. ↑  Eckhardt, Erika (1999): Borken: Kulturzentrum Altes Amtsgericht, Nordhessisches Braunkohle-Bergbaumuseum, Gedenkstätte Stolzenbach. In: Sparkassen-Kulturstiftung (Hg.): Kulturelle Entdeckungen Nordhessen. Band 1: Landkreis Waldeck-Frankenberg, Schwalm-Eder-Kreis, pp. 36-37.
33. ↑  Gensen, R. (1986): Der Domschatz und das Dommuseum von Fritzlar. In: Landesamt für Denkmalpflege Hessen (Hg.): Der Schwalm-Eder-Kreis. Stuttgart: Theiss. Schriftenreihe Führer zu archäologischen Denkmälern in Deutschland, Band 8, pp. 32-35.
34. ↑  Sparkassen-Kulturstiftung Hessen-Thüringen (2009): Kulturelle Entdeckungen – Literaturland Hessen. Regensburg: Schnell & Steiner, pp. 46-47.
35. ↑  Sparkassen-Kulturstiftung Hessen-Thüringen (2009): Kulturelle Entdeckungen – Literaturland Hessen. Regensburg: Schnell & Steiner, pp. 110-112.
36. ↑  Sparkassen-Kulturstiftung Hessen-Thüringen (2009): Kulturelle Entdeckungen – Literaturland Hessen. Regensburg: Schnell & Steiner, pp. 146-147.
37. ↑  Temme, Michael (2007): Schwälmer Kultur nach 1945. Schwalmstadt: C.-H.-Schmidt-Stiftung, pp. 12- 17.
38. ↑  Temme, Michael (2007): Schwälmer Kultur nach 1945. Schwalmstadt: C.-H.-Schmidt-Stiftung, pp. 63-82.
39. ↑  ARS NATURA Stiftung (o.J.): Kunst am Wanderweg.（2011年11月5日内容確認）
40. ↑  Henkhaus, Uwe (2008): The Petards.（2011年11月5日 内容確認）
41. ↑  Koch-Arzberger, Claudia (1996): Hessen im Wandel: Daten, Fakten und Analysen zur Entwicklung von Gesellschaft, Staat und Wirtschaft seit 1946. 2. neubearbeitete und erweiterte Auflage. Opladen: Westdeutscher Verlag, p. 157.
42. ↑  Bistum Fulda (o.J.): Pfarreien in der Region Kassel.（2011年11月5日内容確認）
43. ↑  Scholz, Karina (2010): Alle Ordensleute müssen gehen. In: fr-online.de. 2010年8月1日版（2011年11月5日内容確認）
44. ↑  Landessportbund Hessen (o.J.): Fulda-Eder および Landessportbund Hessen (o.J.): Schwalm.（2011年11月6日 内容確認）
45. ↑  Barlo, Nik/Wachter, Richard (1994): Schwalm-Eder-Kreis: Bestes Hessen. Melsungen: Kreissparkasse Schwalm-Eder, p. 28.
46. 1 2  Barlo, Nik/Wachter, Richard (1994): Schwalm-Eder-Kreis. Melsungen: Kreissparkasse Schwalm-Eder, p. 40.
47. 1 2 3  Hessisches Statistisches Landesamt (2010): HG2010 (Excel/Zip File). （2011年11月6日 内容確認）
48. ↑  Landesportal Hessen (2010): Arbeitslosenquote in Hessen nach Kreisen und kreisfreien Städten（2011年11月6日 内容確認）
49. ↑  Hessisches Statistisches Landesamt (2010): Erntemengen 2007 nach Fruchtarten.（2011年11月8日 内容確認）
50. ↑  Hessisches Statistisches Landesamt (2010): Rindvieh- und Schweinehaltung im Mai 2007.（2011年11月8日 内容確認）
51. ↑  Schönhut, Horst (1998): Nordhessischer Braunkohlebergbau: Die Gewerkschaft Frielendorf. Melsungen: Bernecker Mediagruppe, p. 12.
52. ↑  Südzucker (o.J.): Werk Wabern.（2011年11月9日 内容確認）
53. ↑  Hessen Touristik (2010): Reiseziele: Nordhessen.（2011年11月10日 内容確認）
54. ↑  Barlo, Nik/Wachter, Richard (1994): Schwalm-Eder-Kreis: Bestes Hessen. Melsungen: Kreissparkasse Schwalm-Eder, p. 26.
55. ↑  Hessisches Statistisches Landesamt (2010): Tourismus 2009.（2011年11月10日 内容確認）
56. ↑  Keine A49 (o.J.): Warum lehnen wir die A 49 ab?.（2011年11月10日 内容確認）
57. ↑  Thonicke, Frank (2010): A 49 zwischen Neuental und Schwalmstadt wird weitergebaut. In: hna.de, 5. Oktober 2010年10月5日付け。（2011年11月10日 内容確認）
58. ↑  Kreisausschuss des Schwalm-Eder-Kreises (2009): Schwalm-Eder-Kreis: Informations- und Beratungsangebote. Nordhorn: BVB Verlagsgesellschaft.